# San Marino
San Marino (in dialetto sammarinese: San Marèin o San Maroin), ufficialmente Serenissima Repubblica di San Marino e noto anche come Repubblica di San Marino, è uno Stato senza sbocco al mare dell'Europa meridionale situato nel centro-nord della penisola italiana, al confine tra le regioni italiane Emilia-Romagna e Marche.
Con un'estensione territoriale di 61,19 km² e 33 909 residenti, è uno dei meno popolosi fra gli stati membri del Consiglio d'Europa e delle Nazioni Unite. La capitale è Città di San Marino, la lingua ufficiale è l'italiano ed è parlato anche il dialetto sammarinese. Gli abitanti sono chiamati sammarinesi. Il castello più popoloso è Serravalle (11 035 abitanti),  il meno popoloso è quello di Montegiardino (983 abitanti).

## Geografia fisica

### Territorio
San Marino è il terzo stato più piccolo d'Europa, senza sbocco al mare. Si trova all'interno dell'Italia, tra la provincia di Rimini a ovest, a nord e a est e la provincia di Pesaro e Urbino a sud. Il territorio ha la forma di un quadrilatero irregolare con rilievo prevalentemente collinare, ad eccezione del monte Titano (noto anche come Monte Brugola), alto 739 m s.l.m. e costituito da una massiccia placca di calcari arenari risalenti al Miocene. La Repubblica di San Marino comprende l'alta valle dell'Ausa, la parte sinistra dell'alta valle del Marano e quasi tutta la valle del rio San Marino, tributario del Marecchia.

### Clima
Secondo la classificazione dei climi di Köppen, il clima è di tipo temperato con mancanza di una stagione asciutta e con estate molto calda (Cfa). Con il sistema dei climogrammi di Walter e Lieth si mette in rilievo, invece, un periodo di subaridità estiva di due mesi (luglio e agosto), tipico dei climi submediterranei. Il clima è continentale, con estati calde e inverni freddi ma non rigidi. Nelle zone di minore altitudine le precipitazioni nevose si registrano raramente, mentre in quelle più elevate sono comuni a ogni inverno, in alcuni casi anche abbondanti. Le temperature in estate sono comprese in media tra 20 °C e 30 °C, con punte di 35 °C, in inverno ci sono notevoli escursioni termiche tra le notti (spesso sotto zero) e il giorno.

## Storia

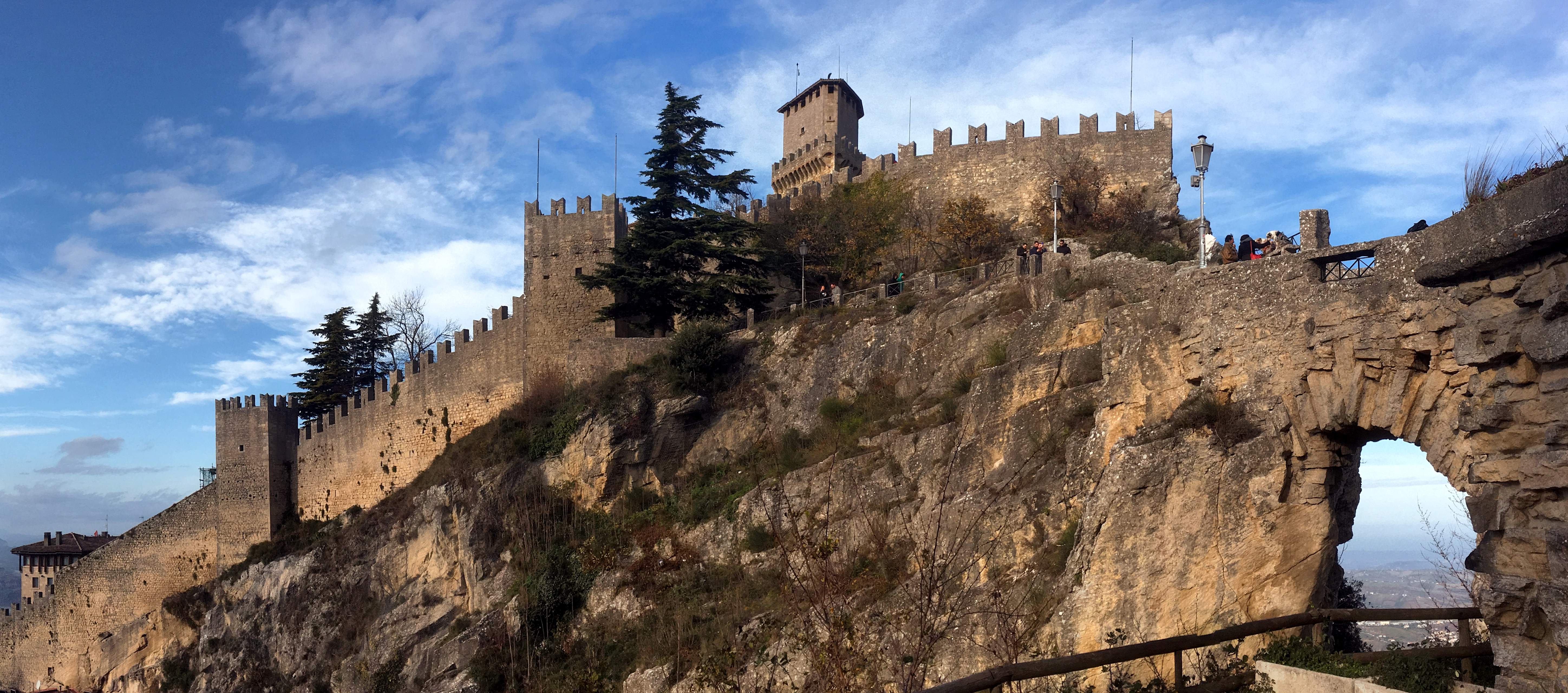
Parte alta delle mura di San Marino, a protezione della Prima Torre.

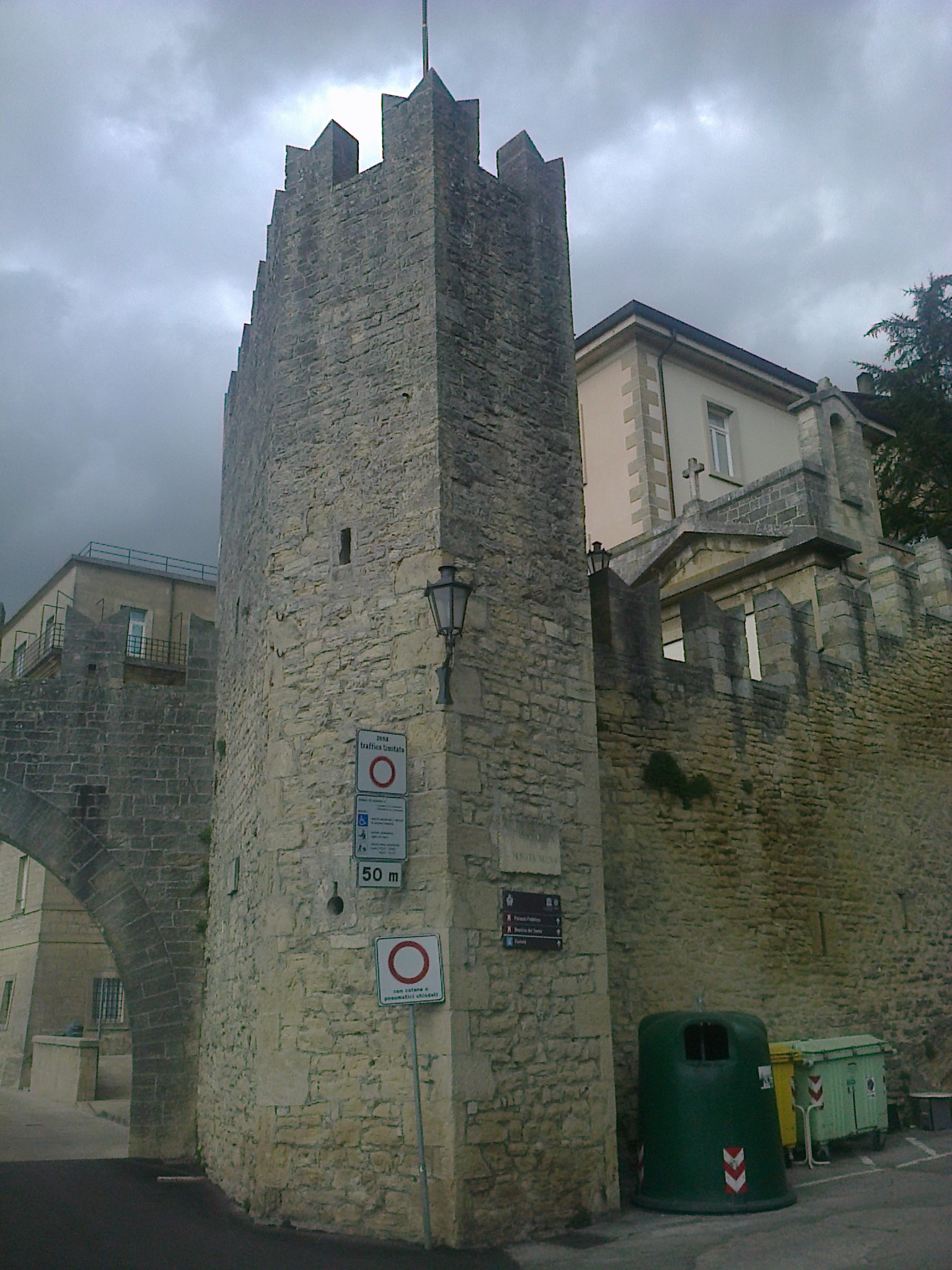
Le mura della Città di San Marino

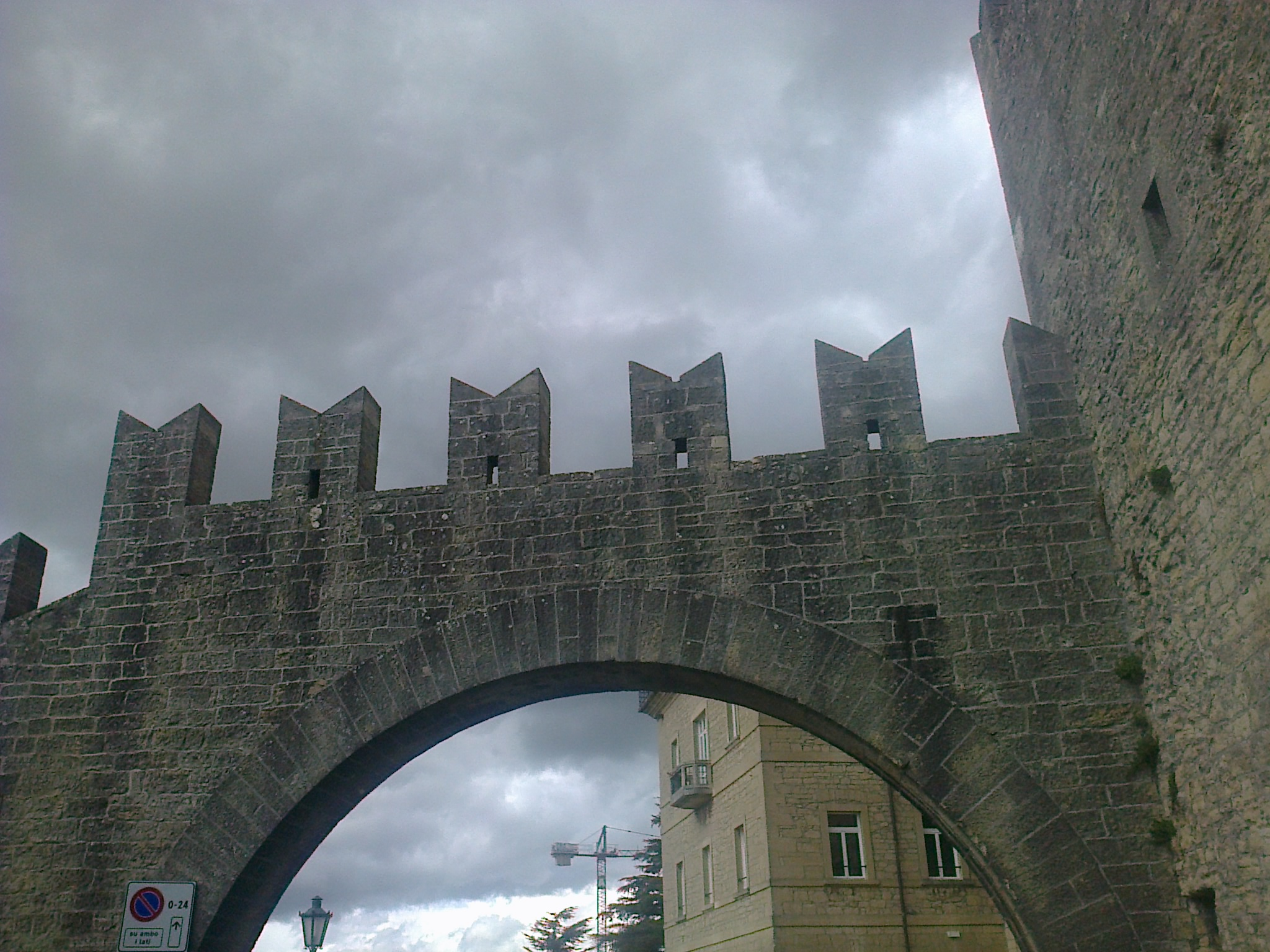
Particolare dell'arco

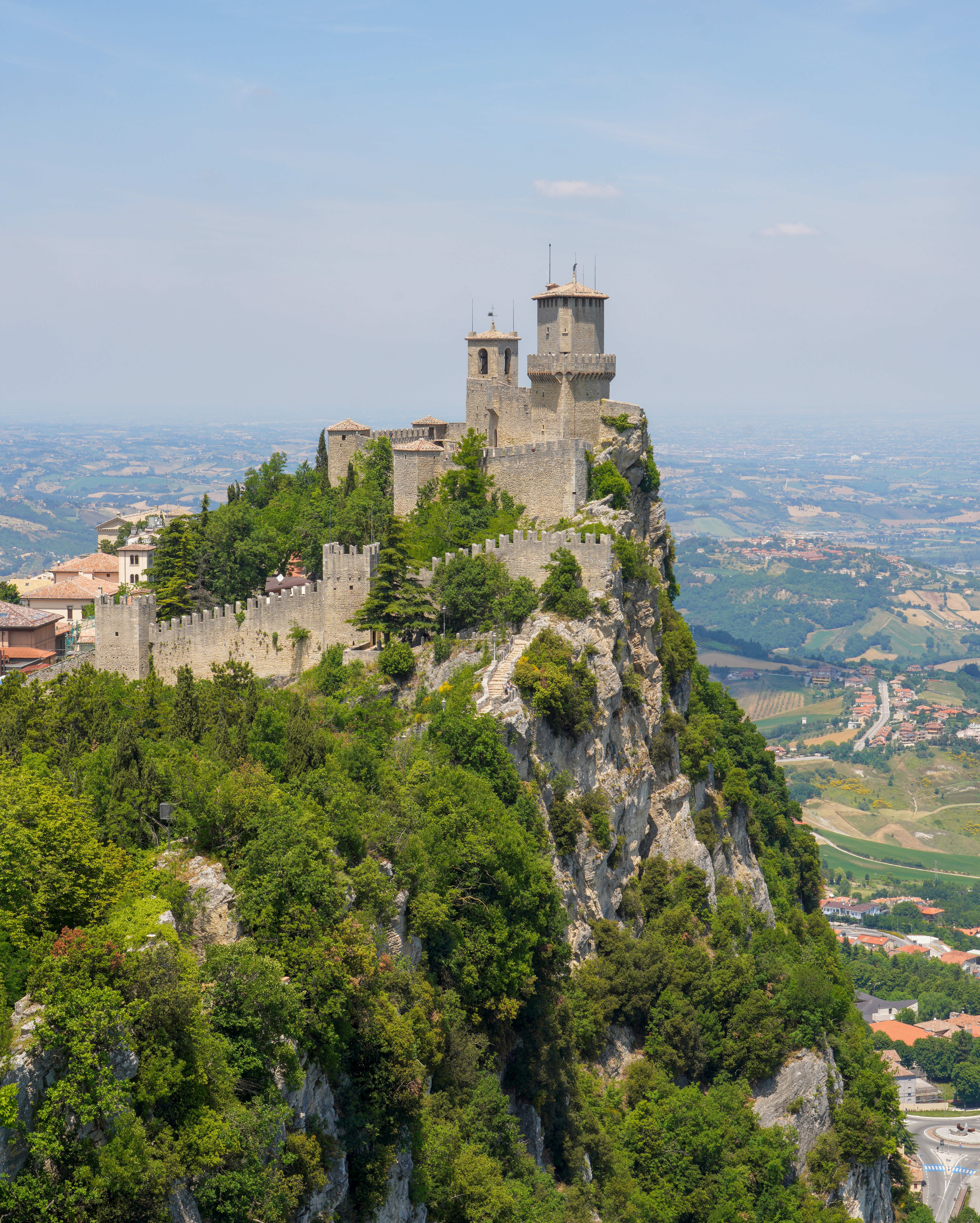
Veduta del castello e della Rocca Guaita

### Preistoria
La preistoria di San Marino abbraccia un periodo che parte dal Neolitico. Infatti, il più antico reperto è un'ascia-martello in pietra risalente al 5000-4000 a.C. secondo le datazioni al radiocarbonio, ritrovata a San Giovanni sotto le Penne, curazia di Borgo Maggiore. All'età del bronzo (2000 a.C.) risale un'ascia bronzea trovata a Casole, curazia di città di San Marino. Alla cultura villanoviana risalgono molti resti ritrovati in Repubblica, a Castellaro di Città sono state trovate urne cinerarie e resti di vasi di terracotta. Purtroppo, durante la costruzione della torre che ha dato nome alla curazia, il vasellame venne gettato nel torrente rio San Marino.

### L'indipendenza tradizionale e l'Alto Medioevo
L'indipendenza della Repubblica ha origini antichissime, tanto che San Marino è ritenuta la più antica repubblica del mondo tuttora esistente.
La tradizione fa risalire la fondazione della Comunità al 3 settembre 301 d.C., quando san Marino, un tagliapietre dalmata dell'isola di Arbe, fuggito dalle persecuzioni contro i cristiani dell'imperatore romano Diocleziano, stabilì una piccola comunità cristiana sul monte Titano, il più alto dei sette colli su cui sorge la Repubblica. La proprietaria della zona, una ricca donna di Rimini, Donna Felicissima, donò il territorio del monte Titano alla piccola comunità che a memoria del fondatore lo chiamò "Terra di San Marino". Prima di morire, secondo la leggenda, san Marino avrebbe pronunciato ai suoi seguaci la seguente frase:
ovvero "Vi lascio liberi dall'Imperatore e dal Papa", sovrano dell'Impero l'uno, guida della Chiesa l'altro. Queste parole sono il fondamento dell'indipendenza della Comunità, poi Repubblica, come testimoniato da un documento di un processo per la mancata riscossione dei tributi tenutosi nel 1296 (circa mille anni dopo la morte del santo) presso il convento di valle Sant'Anastasio:
In questo documento, rinvenuto presso un convento francescano di frati minori a Sant'Igne, si attesta che San Marino è, alla stregua di San Leo, Talamello e Maiolo, esente da tassazioni, con la differenza che nelle ultime tre località comanda un signore che postula l'esenzione dai tributi come privilegio, mentre a San Marino è la comunità a rivendicare l'esenzione come diritto proveniente dal comandamento di san Marino.

### Basso Medioevo e Rinascimento
La Comunità rimase poi inglobata nell'Esarcato bizantino di Ravenna, finché questo cadde, invaso dal re longobardo Astolfo nel 751. Il duplice intervento del re franco Pipino, subito chiamato da papa Stefano II, indusse Astolfo a restituire tutto l'Esarcato al papa romano (patriarca d'Occidente), quale successore dell'esarca bizantino, con tutte le città compresa San Marino.
A partire dall'anno 1000, il governo era affidato all'assemblea di tutti i capi famiglia, chiamata arengo. L'arengo deteneva tutti i poteri: legislativo, esecutivo e giudiziario, in precedenza concentrati nelle mani dell'abate feudatario i cui diritti passarono in seguito al vescovo della diocesi di Montefeltro. Tuttavia, la crescita delle dimensioni della comunità rendeva ingestibile un organo decisionale così ampio; così nel XIII secolo vennero create assemblee politiche (il Consiglio dei LX e il Consiglio dei XII).
Le istituzioni comunali a San Marino si svilupparono tra il secolo XII e XIII, qualche decennio dopo rispetto ai simili comuni di Rimini, Faenza, Imola, Cesena. La prima menzione di consoli (titolo che diverrà poi quello dei Capitani Reggenti), si ha in un documento datato 12 dicembre 1244 (talora indicato come 12 dicembre 1243), con ulteriore menzioni negli anni 1253 e 1254. Il governo non era ancora completamente autonomo, e operava ancora sotto il controllo del vescovo di Montefeltro. Tra il '200 ed il '300, l'autonomia e l'indipendenza di San Marino rispetto agli enti limitrofi si rafforza.
Nel 1291 i sammarinesi fecero ricorso al vescovo di Arezzo, Ildebrandino Guidi di Romena, contro le pretese di contributi del Vicario del Montefeltro. A decidere la lite fu chiamato il giurista Palamede di Rimini, che decise a favore di San Marino e ne riconobbe l'esenzione dai tributi del Montefeltro. Nel 1296, quando il governatore di Romagna era Guglielmo Durante, i Sammarinesi fecero ricorso a papa Bonifacio VIII contro le continue pretese di tributi da parte dei podestà feretrani. La Curia incaricò l'abate Ranieri di Sant'Anastasio di decidere la questione. Seguì un lungo processo con rappresentanti del comune e testimoni, indagando la questione della libertà ed esenzione di San Marino rispetto a tributi di Montefeltro. La causa fu molto probabilmente giudicata a favore di San Marino.
Nel 1320 aderì a essa il castello di Chiesanuova. Nel 1351, dopo che il vescovo di San Leo e del Montefeltro lo ebbe affrancato dai vincoli feudali, San Marino divenne un libero comune.
Il territorio rimase limitato al monte Titano fino al 1463, quando la Repubblica entrò nella coalizione che sconfisse il signore di Rimini Sigismondo Pandolfo Malatesta (guerra sammarinese). Come ricompensa, papa Pio II cedette a San Marino i castelli di Domagnano, Fiorentino, Montegiardino e Serravalle. Nello stesso anno il castello di Faetano chiese e ottenne l'annessione alla Repubblica. Successivamente i confini dello stato non hanno più subito modifiche.
Nel 1243 fu introdotta la figura dei capitani reggenti che svolgevano le funzioni di capi di Stato: i primi di cui si abbia notizia (ma alcune fonti fanno credere che ce ne siano stati di precedenti) furono Oddone Scarito e Filippo da Sterpeto: eletti dall'arengo, gestivano il potere esecutivo e giudiziario. Le prime leggi risalgono al 1263. Nel secolo XV venne creato il Consiglio Grande e Generale, composto da sessanta membri dell'arengo, al quale furono delegate alcune prerogative dell'assemblea. I nuovi organi istituzionali assorbirono progressivamente la maggior parte delle prerogative dell'arengo. Quest'ultimo, pur non essendo mai ufficialmente abolito ma svuotato dalle sue funzioni, non venne più convocato dal 1571 fino al 1906.

### Età moderna

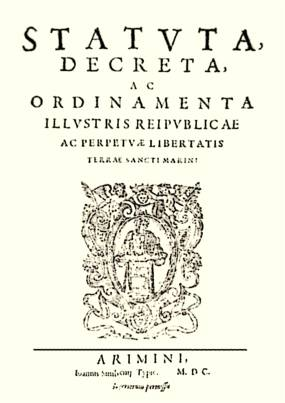
Statuti del 1600

L'8 ottobre 1600 venne promulgata la prima Costituzione scritta, le Leges Statutae Sancti Marini, alla base delle fonti del diritto sammarinese assieme alla legge elettorale degli anni trenta. In seguito si assistette a un processo di deterioramento delle istituzioni: il Consiglio Grande e Generale, svincolato da ogni forma di controllo, divenne strumento per la realizzazione degli interessi di un numero sempre più ristretto di famiglie patrizie. Il Consiglio infatti cessò di essere eletto dall'arengo ma veniva rinnovato tramite cooptazione. All'inizio del secolo XVII fu stipulato un accordo di protezione con lo Stato della Chiesa.
L'indipendenza del piccolo stato fu in pericolo più volte: nella sua storia San Marino subì tre brevi occupazioni militari. Nel 1503 Cesare Borgia occupò la Repubblica per dieci mesi sino alla morte del padre, papa Alessandro VI. Nel 1739 il tentativo di riannessione allo Stato della Chiesa per opera del cardinale Alberoni, fallito grazie alla disobbedienza civile, religiosa - in particolare delle monache clarisse - e alle proteste davanti a papa Clemente XII. L'ultima occupazione del Paese avvenne nel 1944 per opera delle truppe tedesche e della Repubblica Sociale Italiana in ritirata, e successivamente dagli Alleati, che lo occuparono per tre mesi.
Lo stato venne riconosciuto dalla Francia di Napoleone nel 1797 e da altri paesi europei al Congresso di Vienna del 1815. Lo stesso Napoleone, in segno di amicizia e fraternità ai cittadini della Repubblica, offrì ai sammarinesi di estendere i loro confini al mare. La proposta, con grande lungimiranza politica, fu gentilmente rifiutata, e nella lettera di risposta il Reggente Antonio Onofri, figura di spicco della politica sammarinese del periodo napoleonico, affermò che "la Repubblica di San Marino, contenta della sua piccolezza, non ardisce accettare l'offerta generosa che le viene fatta, né entrare in viste di ambizioso ingrandimento che potrebbero col tempo compromettere la sua libertà"; ciò permise alla Repubblica di non essere assimilata ad alleato della Francia nel Congresso di Vienna.

### Ottocento

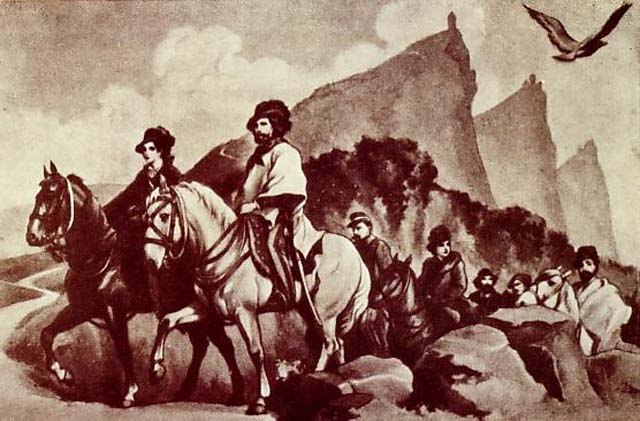
1849, dopo la caduta della Repubblica Romana Giuseppe e Anita Garibaldi in fuga trovano rifugio a San Marino

Per la conoscenza degli Statuti di San Marino nel XIX secolo, si rimanda al testo: Leges statutae Reipublicae Sancti Marini, pubblicato a Forlì nel 1834.
Durante il Risorgimento, San Marino costituì un rifugio sicuro per molti dei personaggi che parteciparono ai moti di quegli anni, ai quali presero parte anche alcuni cittadini sammarinesi. Durante le vicende che hanno portato all'unità d'Italia, San Marino assunse fortunosamente un ruolo fondamentale per Giuseppe Garibaldi che trovò rifugio sul monte Titano quando nel 1849, nel tentativo di raggiungere Venezia, si ritrovò circondato da quattro eserciti a Macerata Feltria.
Garibaldi chiese di transitare attraverso San Marino al Consiglio Grande e Generale. In un primo tempo la richiesta fu respinta; successivamente venne reiterata, ma Garibaldi, senza aspettare risposta, oltrepassò i confini con i millecinquecento uomini rimasti e presentò personalmente domanda di asilo. Uno dei capitani reggenti, Domenico Maria Belzoppi – liberale e carbonaro, incarcerato in seguito ai moti di Rimini del 1845 – glielo concesse in cambio della garanzia dell'indipendenza e della difesa del piccolo stato da scontri armati.
In seguito San Marino continuò a dare supporto ai rifugiati e ad appoggiare le rivolte, pur in un clima di sospetto da parte dello Stato Pontificio e dell'Austria. I due paesi progettarono un'occupazione armata per mettere in discussione la libertà della Repubblica. Grazie all'intervento della Francia di Napoleone III questo tentativo non ebbe buon esito. In effetti, nel 1853, da un gruppo democratico fu ucciso il Segretario generale della Repubblica Gian Battista Bonelli.
Con l'unità d'Italia cessarono i pericoli di invasione da parte di stati stranieri. Un "Trattato d'amicizia" firmato il 22 marzo 1862 e revisionato nel 1939 e nel 1971 garantisce l'indipendenza della Repubblica, il buon vicinato e favorisce le relazioni commerciali. Le revisioni hanno stabilito un'unione doganale e un contributo annuale garantito dall'Italia.
A partire dalla seconda metà dell'Ottocento, alcune élite culturali propugnarono un progetto di riforme per la modernizzazione di una società agricola, fortemente conservatrice e arretrata dal punto di vista culturale ed economico.
Alcuni segni della trasformazione socioeconomica si possono riscontrare nella creazione del catasto nel 1858, nell'apertura di un nuovo ospedale nel 1865, nella razionalizzazione del sistema postale e dell'avvio del servizio telegrafico nel 1880, nella promulgazione di un nuovo codice penale che escludeva la pena di morte nel 1865. Ancora, nel 1880 venne potenziato il settore dell'istruzione con l'assunzione di molti insegnanti, nel 1876 viene fondata la Società di Mutuo Soccorso per aiutare l'esigua classe operaia, che promuoverà nel 1882 la creazione della Cassa di Risparmio.
Tuttavia, l'economia sammarinese rimaneva pesantemente sottosviluppata, dominata da un'agricoltura inefficiente che impiegava oltre l'80% della popolazione (mentre artigiani, operai, commercianti erano circa il 10%) e sostanzialmente priva di attività industriali, con un forte tasso di disoccupazione. Per questi motivi negli ultimi due decenni del secolo iniziò una forte emigrazione verso gli Stati Uniti, la Francia, la Svizzera e il Brasile.

### Novecento
Nel 1906 una rivoluzione pacifica ristabilì l'elettività dei membri del Consiglio Grande e Generale. Il 25 marzo venne convocato l'Arengo per decidere se mantenere il potere nelle mani del Consiglio controllato dall'oligarchia e se la composizione del Consiglio dovesse essere proporzionale tra gli abitanti del contado e della città. All'Arengo parteciparono 805 capi famiglia su 1054. In seguito all'Arengo, il 5 maggio 1906 venne varata una legge elettorale che prevedeva il rinnovo del Consiglio per un terzo ogni tre anni e mise fine al controllo oligarchico.
La Repubblica di San Marino, negli atti ufficiali interni, conta gli anni dalla fondazione della Repubblica. Pertanto, secondo questo calendario l'anno comincia il 3 settembre e termina il 2 settembre dell'anno successivo. Nei rapporti internazionali utilizza la data nel doppio formato, indicando la sigla d.F.R. (dalla fondazione della Repubblica).
Esempi:
- Città di San Marino, 22 aprile 2005 - 1704 d.F.R.
- Serravalle, 3 settembre 2005 - 1705 d.F.R.

Allo scoppio della prima guerra mondiale l'Italia mostrò un atteggiamento ostile e sospettoso nei confronti di San Marino, temendo che la Repubblica potesse offrire protezione ai disertori ed esercitò così uno stretto controllo. Tuttavia, nella società le posizioni neutraliste, rappresentate dal Partito Socialista, soccombevano rispetto a quelle interventiste. Esse portarono alcuni volontari sammarinesi ad arruolarsi nell'esercito italiano e alla costituzione di un ospedale da campo sammarinese sul fronte veneto-friulano: una struttura mobile, che dall'ottobre del 1917 al dicembre del 1918, cambiò ben sei postazioni tra Monfalcone, Treviso, Mestre e Gorizia e ospitò oltre 3 000 persone, tra le quali Ernest Hemingway, allora sottotenente dell'esercito americano ferito da un proiettile di mortaio. Particolare sostegno alla guerra venne dalla retorica della redenzione di Arbe, terra natale del Santo Marino. Per questi motivi, l'Austria congelò le relazioni diplomatiche, accusando la Repubblica di non rispettare la neutralità.
Se prima della guerra la situazione economica era rimasta stabile anche grazie all'aumento del contributo versato dall'Italia, durante il conflitto il quadro peggiorò a causa dell'inflazione e della disoccupazione. Inoltre, emerse la criticità degli approvvigionamenti alimentari a partire dal 1915: furono emanati diversi provvedimenti per requisire generi alimentari e beni di prima necessità e distribuirli a prezzo politico. Queste scelte acuirono la contrapposizione tra i proprietari terrieri e i socialisti.
In questo contesto i tre partiti principali, socialista, democratico (di stampo conservatore) e, dal 1920, popolare, si dimostrarono incapaci di dare vita a un governo stabile in grado di assumere iniziative per fronteggiare la crisi economica e che si andava aggravando. A questa, si sommava una situazione di disordini sociali, dovuta sia all'ostilità dei fascisti italiani nei confronti della Repubblica perché accoglieva fuoriusciti politici italiani sia al malcontento generalizzato della popolazione per la riforma tributaria del 1921.
In questo quadro, il fascismo andò al potere. Il Partito Fascista Sammarinese (PFS), fondato il 10 agosto 1922, si propose come rappresentante del limitato ceto medio, costituito da poche famiglie di proprietari terrieri. Il 1º ottobre venne eletta una Reggenza filofascista grazie all'appoggio della maggioranza dei partiti al governo. Le elezioni politiche del 1923 videro andare al potere il PFS con un programma simile a quello del partito fascista italiano, con gli identici caratteri antidemocratici. Il Partito si caratterizzò per numerosi episodi di violenza nei confronti degli esponenti dell'opposizione di sinistra. Sfruttando la scarsa compattezza degli altri partiti, nello stesso anno venne sciolto il Consiglio Grande e Generale, trasformandolo in Consiglio Principe e Sovrano. Nel 1926 furono indette nuove elezioni alle quali si presentò un'unica lista di candidati fascisti con una piccola rappresentanza di cattolici e vennero sciolti gli altri partiti. Si instaurò così il regime, che trasformò lo Stato sul modello di quello italiano. La mancanza di coesione interna al PFS lo costrinse a una continua ricerca dell'appoggio del Partito Nazionale Fascista (italiano). Il PNF ebbe così una sempre più profonda influenza nella politica di San Marino, che vide ridursi la propria autonomia. Negli anni trenta vennero avviati lavori pubblici e nuove iniziative industriali e commerciali, venne attivato il collegamento ferroviario con Rimini e si avviò il settore turistico. Questa politica economica permise un miglioramento del benessere della popolazione e avviò la trasformazione della società.
Nel 1941-1942 venne organizzato un movimento antifascista clandestino per opera di alcuni leader socialisti. Le vicende del fascismo italiano si riflessero quasi immediatamente su quello sammarinese. Il 28 luglio 1943, tre giorni dopo il collasso del fascismo in Italia, si tenne una grande manifestazione che riuscì a ottenere lo scioglimento del PFS e l'indizione di nuove elezioni, fissate per il 5 settembre. Il movimento si sarebbe ricostituito come Fascio Repubblicano di San Marino in seguito alla formazione della Repubblica Sociale Italiana per scomparire definitivamente nel settembre 1944, dopo due mesi di occupazione da parte delle truppe inglesi. Nel 1946 vennero riconosciuti colpevoli una cinquantina di dirigenti fascisti locali.
La neutralità che ha contraddistinto la Repubblica in numerose occasioni si è protratta anche durante la seconda guerra mondiale, nonostante il governo fascista, in quanto San Marino si mantenne al di fuori del conflitto e si prodigò nel fornire asilo a oltre 100 000 sfollati del circondario durante il passaggio del fronte lungo la Linea Gotica.
Nonostante la neutralità, la Repubblica venne bombardata dagli Alleati il 26 giugno 1944. Vennero sganciate oltre 250 bombe che danneggiarono la ferrovia e uccisero 63 persone. Come emerse in seguito, il bombardamento era stato ordinato in seguito a informazioni errate circa il controllo tedesco su San Marino.

### Il secondo dopoguerra
Dopo la caduta del fascismo, il Paese fu retto da un governo rappresentativo di tutte le forze democratiche. A partire dalle elezioni politiche del 1945 e fino al 1957, la Repubblica fu retta da una coalizione di sinistra tra il Partito Comunista Sammarinese (PCS) e il Partito Socialista Sammarinese (PSS). Le elezioni politiche del 1955 confermarono la maggioranza parlamentare alla coalizione PCS e PSS. Il Governo italiano tollerava a fatica il governo di sinistra in piena guerra fredda e nel 1950 bloccò i confini, fatto che rese difficoltoso il commercio e causò la chiusura di alcune fabbriche locali.
Per opera del governo socialcomunista, nel 1950 venne istituito un Sistema di Sicurezza Sociale, che contemplava l'assistenza sanitaria per tutti i cittadini e la previdenza sociale; nel 1955 venne fondato l'Istituto per la Sicurezza Sociale.
Il 14 ottobre 1957, dopo i fatti di Rovereta, si formò un governo di coalizione tra Partito Democratico Cristiano Sammarinese (PDCS) e Partito Socialista Democratico Indipendente Sammarinese (PSDIS). Le successive elezioni politiche del 1959 confermarono a PDCS e PSDIS la maggioranza dei seggi parlamentari. Ciò portò a una normalizzazione delle relazioni internazionali: vennero pagati i danni di guerra, gli USA donarono l'acquedotto e si stipulò un accordo con l'Italia per la costruzione della superstrada. Gli anni sessanta e settanta videro il riconoscimento di alcuni diritti civili, tra cui nel 1960 il voto alle donne. La maggioranza sopravvisse fino al 1973, anno in cui si formò una nuova alleanza fra il PDCS e il PSS che resse fino al 1978. Le elezioni politiche del 1978 videro il ritorno al potere di una coalizione formata da Partito Comunista Sammarinese, Partito Socialista Sammarinese e Partito Socialista Unitario. Essa fu confermata alle successive elezioni politiche del 1983, ma si disgregò nel 1986.
Nel giugno del 1986 venne formata una coalizione tra democristiani e comunisti che risultò vincente alle elezioni politiche del 1988.
La coalizione governò fino al marzo 1992 quando i comunisti, che nel 1989 avevano cambiato nome e simbolo divenendo Partito Progressista Democratico Sammarinese, furono sostituiti dai socialisti in una nuova coalizione, confermata alle elezioni politiche del 1993.
A cavallo tra gli anni ottanta e novanta vi sono stati importanti riconoscimenti da parte della comunità internazionale. Pur essendo fortemente dipendente dall'Italia, alla quale è legato da numerosi trattati, San Marino afferma con forza la propria sovranità e indipendenza, intrattenendo relazioni diplomatiche e consolari con numerosi Paesi europei e americani. Dal 1988 San Marino è membro del Consiglio d'Europa, che ha presieduto per la prima volta nel primo semestre del 1990. Nel 1992 è avvenuta l'adesione all'ONU.
Nel febbraio 2002 è stato firmato un accordo con l'OCSE relativo alla tassazione, finalizzato a ottenere maggiore trasparenza sulle materie fiscali e bancarie, al fine di combattere l'evasione fiscale.
In seguito alle elezioni politiche del 1998 è stato confermato il governo di democristiani e socialisti, ma la continua instabilità politica portò allo svolgimento di elezioni anticipate. Le elezioni politiche del 2001 confermarono tuttavia la maggioranza PDCS/PSS, schieramento che, nel 2003, si ampliò al Partito dei Democratici.
Le elezioni politiche del 2006 hanno visto affermarsi una coalizione di centrosinistra, guidata dal Partito dei Socialisti e dei Democratici, nato dalla fusione di PSS e PdD.

### Simboli della Repubblica

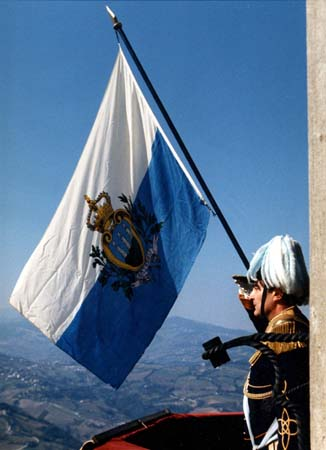
La bandiera di San Marino durante una cerimonia ufficiale

Dal 21 luglio 2011 stemma e bandiera sono definiti e riconosciuti secondo legge costituzionale; dal 2 settembre lo stemma è protetto a livello internazionale dal WIPO.
La bandiera di San Marino fu adottata il 6 aprile 1862 ed è composta da due bande orizzontali di uguali dimensioni: quella superiore è bianca e quella inferiore è azzurra. Al centro della bandiera è presente lo stemma nazionale. L'azzurro simboleggia il cielo e il bianco la libertà, la quale sovrasta anche il cielo.
Lo stemma di San Marino raffigura il monte Titano con ben evidenti le tre rocche della capitale dello Stato, Città di San Marino: Cesta, Guaita e Montale. Ciascuna delle tre verdi cime del monte è sormontata da una torre d'argento merlata, distinta di nero e con in cima una piuma di struzzo di colore argento. Per ornamento esteriore porta due rami divergenti di color verde: d'alloro quello posto a sinistra, di quercia quello a destra. I rami sono legati in basso da un nastro che reca la parola latina «LIBERTAS», ovvero libertà. La corona, aggiunta con deliberazione del 6 aprile 1864, rappresenta l'autodeterminazione dello Stato, che non riconosce altra sovranità al di sopra di sé. Tale significato è enfatizzato dalle piume, da sempre un antico simbolo di libertà da vincoli.

### Ordini cavallereschi
Sono in uso varie medaglie, decorazioni e ordini cavallereschi sammarinesi tra cui:
- Ordine equestre per il merito civile e militare, istituito il 13 agosto 1859
- Ordine di Sant'Agata, istituito il 5 giugno 1923

## Società

### Evoluzione demografica
La popolazione ammonta a 34 033 abitanti (al 6 dicembre 2021).
La popolazione è in continua crescita: nel primo censimento del 1864 era di 7 080, nel secondo del 1874 di 7 464, nel terzo del 1899 di 9 359, nel quarto del 1947 di 12 100, nel quinto del 1976 di 12 284. Il Paese ha uno dei più elevati tassi di aspettative di vita al mondo.
La popolazione residente al 31 luglio 2012 è di 32 404 unità, 24 in più rispetto a giugno 2012 e 329 in più rispetto a luglio 2011.
La popolazione presente, che rispetto alla popolazione residente comprende anche le persone con permesso di soggiorno, è pari a 33 506 unità, 12 in meno rispetto al mese precedente e 125 in più rispetto a luglio 2011.
Struttura della popolazione per età
- 0-15 anni: 16,7% (M: 2 482; F: 2 328)
- 16-64 anni: 66,5% (M: 9 255; F: 9 943)
- 65 e oltre: 16,9% (M: 2 106; F: 2 766)

Età media
- maschi: 39,91 anni
- femmine: 40,65 anni
- intera popolazione: 40,28 anni

Tasso di crescita della popolazione: 1,3%
Tasso di natalità: 10,18 nati/1 000 abitanti
Tasso di mortalità: 8,07 morti/1 000 abitanti
Tasso di fecondità: 1,33 bambini nati per donna
Tasso di mortalità infantile: 4,73‰
Aspettativa di vita alla nascita: 85,4 anni
Struttura della popolazione per sesso
- alla nascita: 1,09M/1F
- sotto 15 anni: 1,07M/1F
- 15-64 anni: 0,93M/1F
- oltre 64 anni: 0,76M/1F
- intera popolazione: 0,92M/1F

### Etnie e minoranze straniere
La popolazione è composta in prevalenza da cittadini sammarinesi (85%) e italiani (10%). Gli stranieri residenti a San Marino sono in tutto 5 002.
La popolazione è quasi esclusivamente composta da nativi sammarinesi e da cittadini italiani, ma si rilevano anche persone provenienti da altre nazioni.
I cittadini sammarinesi costituiscono – stabilmente – l'81% della popolazione. In lieve aumento, sia gli italiani, che si attestano al 14,9%, sia gli altri cittadini stranieri. Tra questi ultimi la comunità più numerosa è quella ucraina con 366 unità, seguita da quella rumena con 283.

#### Sammarinesi all'estero

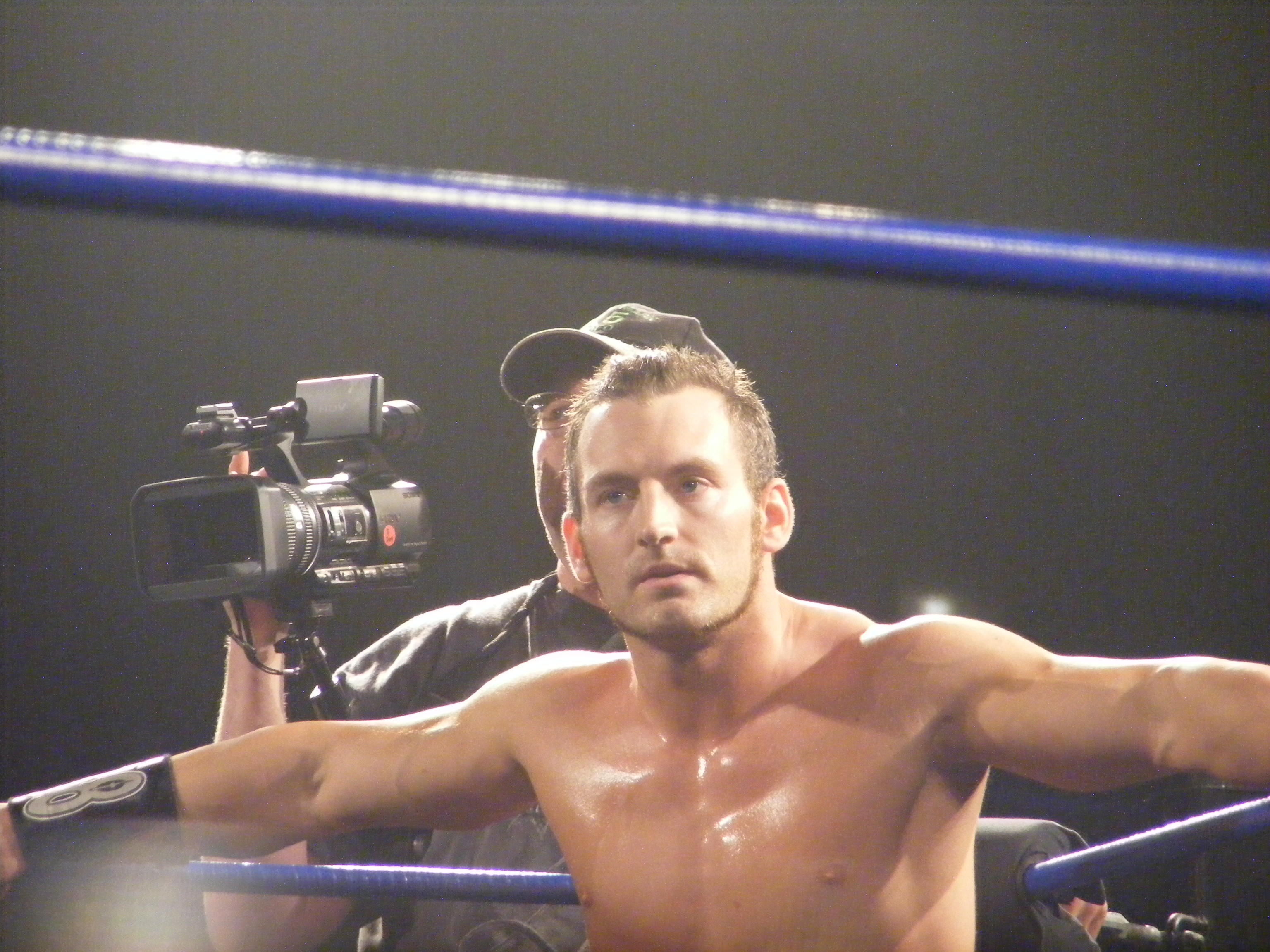
Il wrestler statunitense Matt Capiccioni, originario di San Marino da parte del nonno paterno, possiede la doppia cittadinanza

Sono circa 17 000 i sammarinesi residenti all'estero; complessivamente, i cittadini sammarinesi sono 45 231. I residenti all'estero vivono soprattutto in Italia, fra Emilia-Romagna e Marche. In tutto il mondo sono presenti comunità di sammarinesi ufficialmente riconosciute dal Consiglio dei XII, la più grande delle quali è quella di Detroit con circa un migliaio di aderenti. A tali comunità aderiscono circa 6 695 persone. Tra questi c'era il famoso cantante Little Tony, sammarinese che non chiese mai la cittadinanza italiana, pur avendo sempre vissuto in Italia.

#### Stranieri a San Marino
Gli stranieri a San Marino sono il 15% della popolazione, di cui i 2/3 sono italiani, così suddivisi per castello nel 2003:
| Castello       | Stranieri |
| -------------- | --------- |
| San Marino     | 612       |
| Acquaviva      | 351       |
| Borgo Maggiore | 972       |
| Chiesanuova    | 205       |
| Domagnano      | 450       |
| Faetano        | 180       |
| Fiorentino     | 318       |
| Montegiardino  | 114       |
| Serravalle     | 1 800     |
| Totale         | 5 002     |

### Lingue e dialetti
L'italiano è la lingua in cui sono redatti i documenti ufficiali della Repubblica, così come quella utilizzata come mezzo d'insegnamento e dai principali mezzi di comunicazione. In particolare in ambito domestico e nelle relazioni sociali informali accanto all'italiano è diffuso il dialetto sammarinese del romagnolo, che sopravvive in particolare tra le fasce di popolazione più anziane, arrivando a stimare l'83% dei sammarinesi come bilingue

### Religione
Le principali confessioni sono le seguenti:
- Cattolica: 97,2%
- Protestante: 1,1%
- Altri cristiani: 0,7%
- Ebraica: 0,1%
- Altro: 0,1%
- Atea/agnostica: 0,7%
- Nessuna risposta: 0,1%

Secondo stime del 2013, i cattolici sarebbero l'88,9% della popolazione e gli altri cristiani l'11,1%.

## Politica

### Ordinamento dello Stato

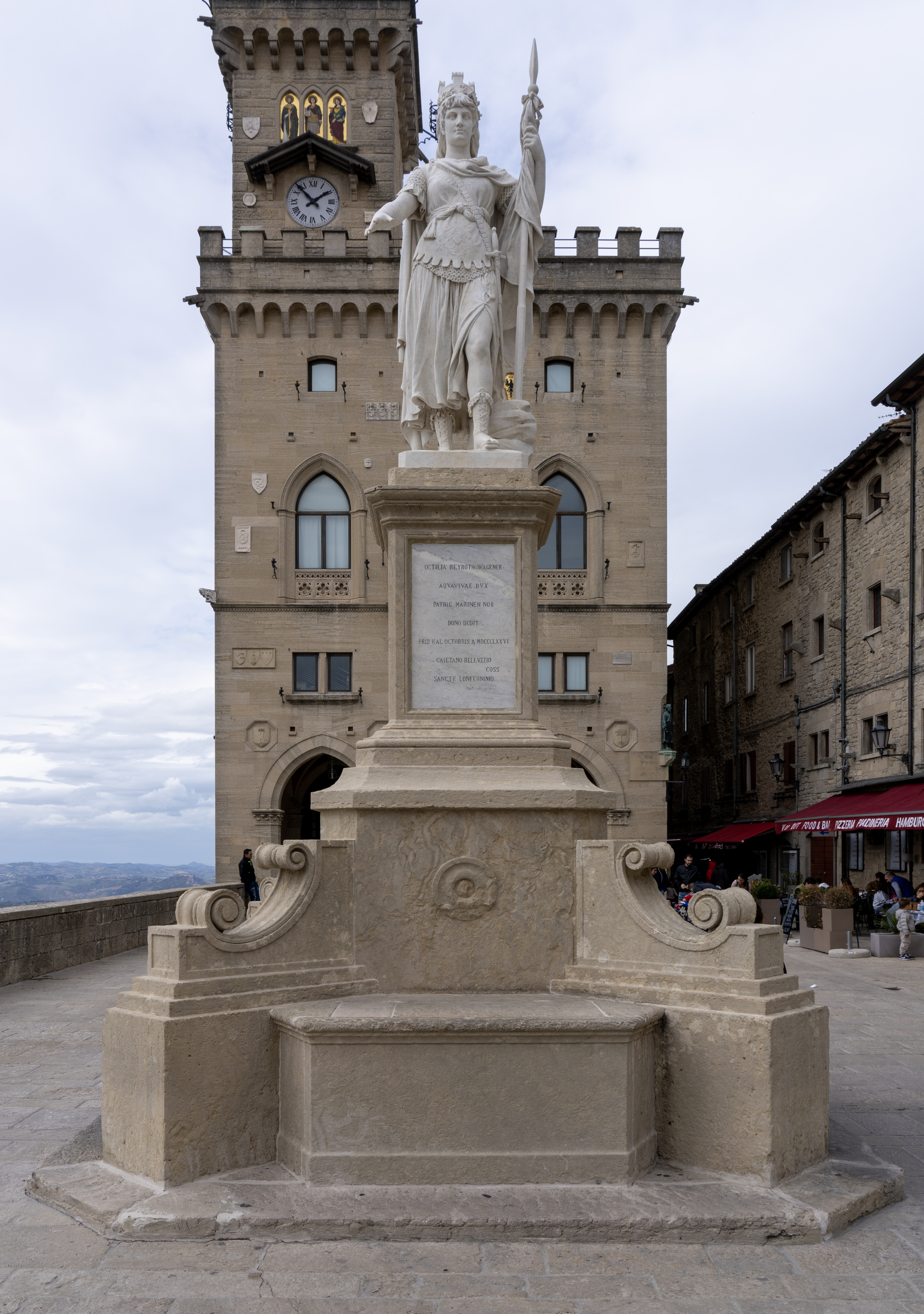
La Statua della Libertà, di Stefano Galletti

San Marino è una repubblica parlamentare. San Marino ha sempre mantenuto rapporti privilegiati con l'Italia alla quale è legata da numerosi trattati e accordi bilaterali. San Marino afferma con forza la propria sovranità e indipendenza, mantenendo relazioni diplomatiche e consolari con numerosi Paesi europei e del mondo e dotandosi di autonome istituzioni.

### Istituzioni, enti e associazioni

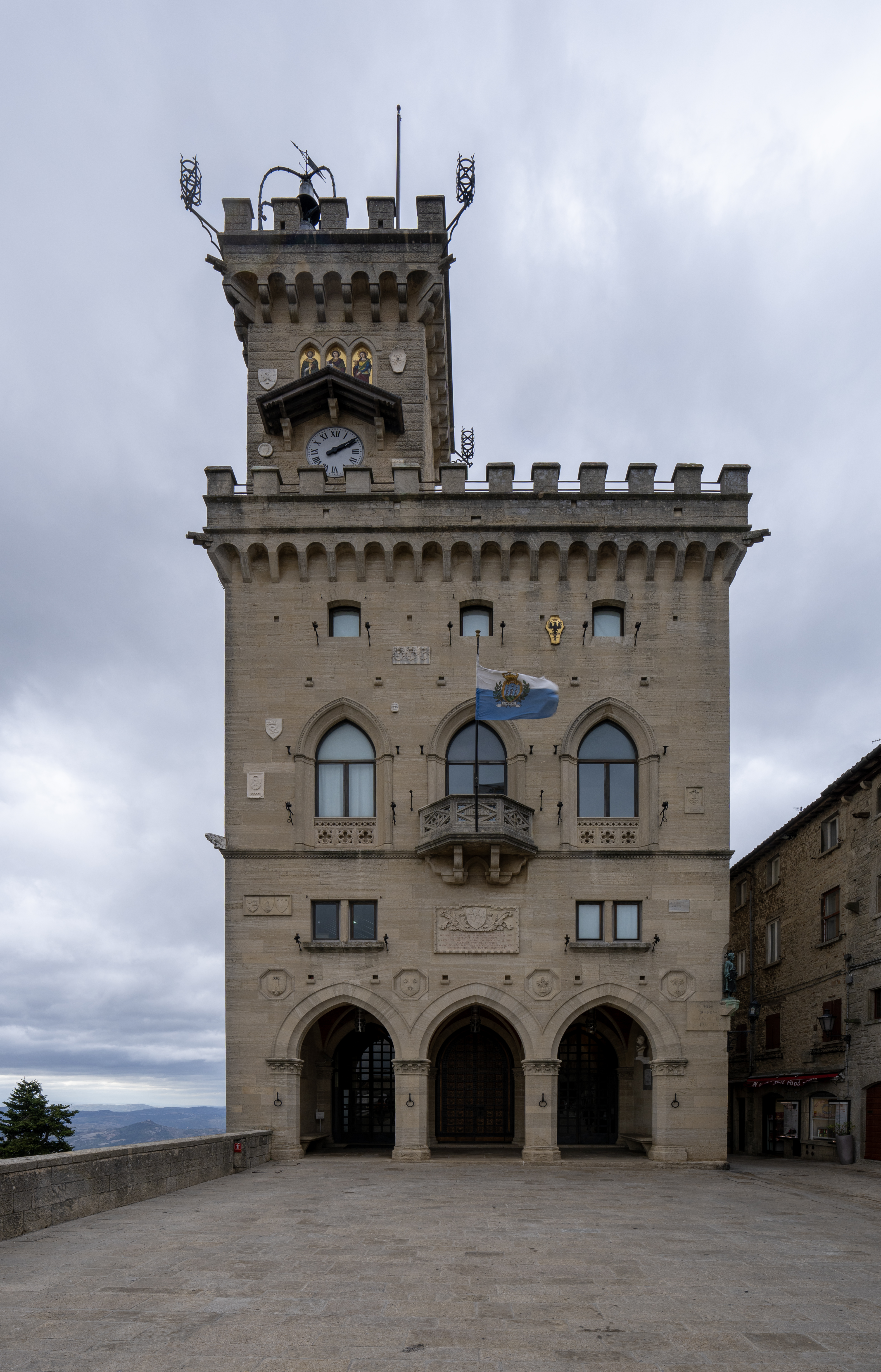
Il Palazzo Pubblico è la sede delle principali istituzioni della Repubblica

Gli organi istituzionali della Repubblica sono:
- La Reggenza, composta dai capitani reggenti, i due Capi di Stato che esercitano collegialmente funzioni prevalentemente simboliche, tra cui la presidenza di altri organi costituzionali (soggetti che fino al 1200 si chiamavano Consoli, tratti probabilmente quindi dal diritto romano)[30].
- Il Consiglio Grande e Generale, il parlamento monocamerale di 60 membri eletti a suffragio universale diretto ogni cinque anni con sistema proporzionale.
- Il Congresso di Stato, l'organo esecutivo formato da 10 Segretari di Stato eletti tra i membri del Consiglio Grande e Generale.
- Il Consiglio dei XII, organo giudiziario che funge da Corte d'Appello di terzo grado e da tribunale amministrativo[31].
- Il Collegio Garante della Costituzionalità delle Norme, organo di garanzia costituzionale istituito nel 2002.
- Le Giunte di Castello, con a capo i Capitani di Castello organi di governo locale dei Castelli di San Marino.

La Repubblica di San Marino detiene il primato mondiale di Paese con il più breve mandato del Capo di Stato: i due Capitani Reggenti infatti rimangono in carica per soli sei mesi. I Capitani entrano in carica il 1º aprile e il 1º ottobre di ogni anno. Al secondo posto in questo singolare elenco figura un altro Stato confinante con l'Italia: la Svizzera, il cui capo dello Stato ricopre tale incarico per un solo anno.
La Repubblica di San Marino si è dotata di strumenti di democrazia diretta, prevedendo gli istituti del referendum abrogativo, propositivo e confermativo, e dell'Arengo.

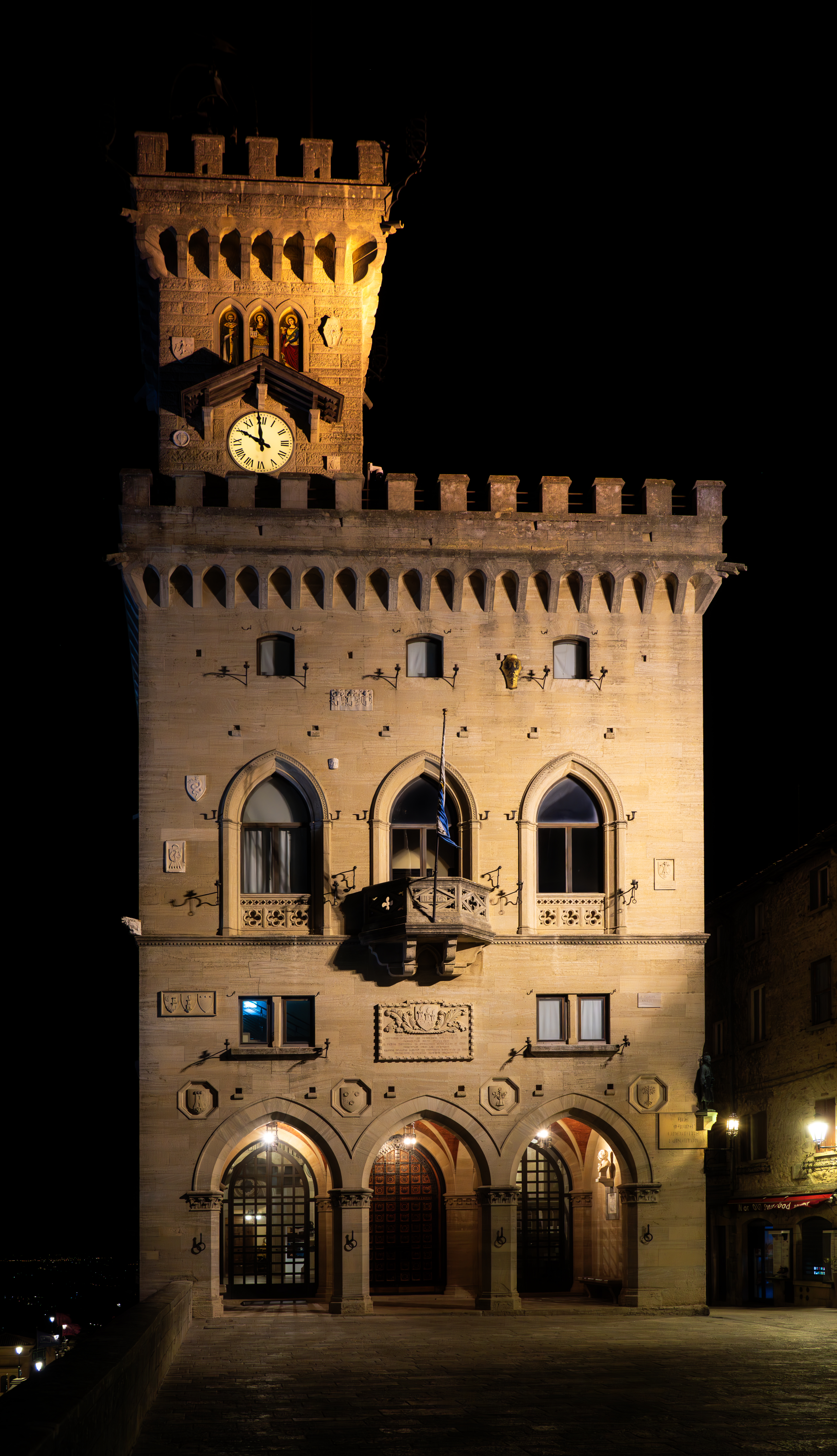
Il Palazzo Pubblico di sera

Il sistema giudiziario è di diritto comune e risente dell'influenza del diritto italiano, che si adegua anch'esso al modello della famiglia romano-germanica. I magistrati giudicanti, ordinari e amministrativi, vengono nominati dal Consiglio Grande e Generale.

### Legge fondamentale dello Stato
San Marino non ha una vera e propria Costituzione scritta. L'ordinamento fa riferimento alle Antiche Consuetudini, le Leges Statutae Sancti Marini, gli antichi Statuti del 1600 e dalla legislazione successiva (reformationes), ed alla Dichiarazione dei diritti dei cittadini e dei principi fondamentali dell'ordinamento sammarinese, Legge della Repubblica di San Marino (Legge 8 luglio 1974, n. 59, modificata e integrata dalla Legge 26 febbraio 2002, n. 36) che funge da testo costituzionale. Il quadro è completato in via sussidiaria e integrativa dalle consuetudini e dal diritto comune.

### Cittadinanza sammarinese
La cittadinanza sammarinese è disciplinata dalla Legge 30 novembre 2000 n. 114, e dalla sua successiva modificazione con Legge 17 giugno 2004 n. 84. La Legge stabilisce che sono cittadini sammarinesi per origine:
1. i figli di padre e madre entrambi cittadini sammarinesi (ius sanguinis);
2. i figli di cui un solo genitore è cittadino sammarinese, a condizione che entro il termine perentorio di dodici mesi dal raggiungimento della maggiore età dichiarino di voler mantenere la cittadinanza da questo trasmessa;
3. i figli di genitore sammarinese se l'altro genitore è ignoto o apolide;
4. gli adottati da cittadino sammarinese conformemente alle norme sull'adozione ed ai sensi dei punti precedenti;
5. i nati nel territorio della Repubblica se entrambi i genitori sono ignoti o apolidi.

### Elezioni politiche
Nel paese vige un sistema multipartitico. Nel dopoguerra si sono alternati governi socialcomunisti (dal 1946 al 1957 e dal 1978 al 1986) e centristi, formati dal Partito Democratico Cristiano Sammarinese (PDCS) con i socialdemocratici o con i socialisti (dal 1957 al 1978 e dal 1992 al 2000). Tra il 1986 e il 1992 la maggioranza è stata formata da democristiani e comunisti.
Dopo il 2000 si è verificato un periodo di instabilità, con frequenti cambi di coalizione che hanno sempre visto presente il PDCS.
Con le elezioni politiche del 2006, il governo viene formato da una coalizione di centrosinistra che comprende il Partito dei Socialisti e dei Democratici (PSD), Sinistra Unita e Alleanza Popolare dei Democratici Sammarinesi. Il nuovo Congresso di Stato si è insediato il 27 luglio 2006.
I principali temi politici sono legati ai rapporti economici e amministrativi con l'Italia, all'integrazione nell'Unione europea, alla disciplina della cittadinanza, alle riforme istituzionali al fine di realizzare compiutamente lo Stato di diritto.
Le elezioni politiche del 2008, indette a seguito della crisi di governo, si sono svolte con la legge elettorale riformata che prevede la competizione politica tra due schieramenti. Ha prevalso, contro la coalizione di centro-sinistra detta Riforme e libertà, composta da Partito dei Socialisti e Democratici, Democratici di Centro e Sinistra Unita, il Patto per San Marino , coalizione composta da partiti di centro-destra ma anche di centro-sinistra (AP e il Nuovo Partito Socialista): Partito Democratico Cristiano Sammarinese, Alleanza Popolare dei Democratici Sammarinesi, Lista della Libertà  (formata da Nuovo Partito Socialista e Noi Sammarinesi), Unione Sammarinese dei Moderati che compongono il governo che si è insediato il 3 dicembre 2008. Per la prima volta nella storia politica di San Marino, una donna ha assunto la carica di Segretario di Stato per gli Affari Esteri e Politici.
Le elezioni politiche del 2012 hanno visto la vittoria della coalizione formata da Partito Democratico Cristiano Sammarinese, Noi Sammarinesi, Partito dei Socialisti e dei Democratici e Alleanza Popolare.
Non avendo raggiunto il 50% + 1 di voti validi durante il primo turno, le elezioni politiche del 2016 hanno visto per la prima volta l'introduzione del secondo turno di ballottaggio, durante il quale ha vinto la coalizione Adesso.sm formata da Sinistra Socialista Democratica, Civico 10 e Repubblica Futura.
Nelle elezioni politiche del 2019, a seguito dell'approvazione di alcune modifiche alla legge elettorale avvenute nello stesso anno, hanno visto la formazione di una maggioranza composta da Partito Democratico Cristiano Sammarinese, Movimento Civico R.E.T.E., Domani Motus Liberi e Noi per la Repubblica.
Le ultime elezioni politiche 2024, esse sono state indette in anticipo rispetto alla scadenza naturale della legislatura, prevista per la fine dell’anno, in seguito ad una crisi di governo dovuta a discordie di tipo politico; le elezioni hanno visto la vittoria della coalizione “Democrazia e Libertà”, guidata dal Partito Democratico Cristiano Sammarinese (PDCS) che, con 26 seggi, ha riconfermato la propria maggioranza relativa in assemblea. Parimenti, la coalizione tra Libera San Marino, Partito Socialista (PS) e Partito dei Socialisti e dei Democratici (PSD) è giunta seconda, ottenendo 18 seggi, in aumento dalla scorsa tornata elettorale, al pari di Repubblica Futura (RF), giunta terza con 8 seggi a discapito delle formazioni componenti la ex-coalizione Noi per la Repubblica.

### Suddivisioni amministrative

#### Castelli

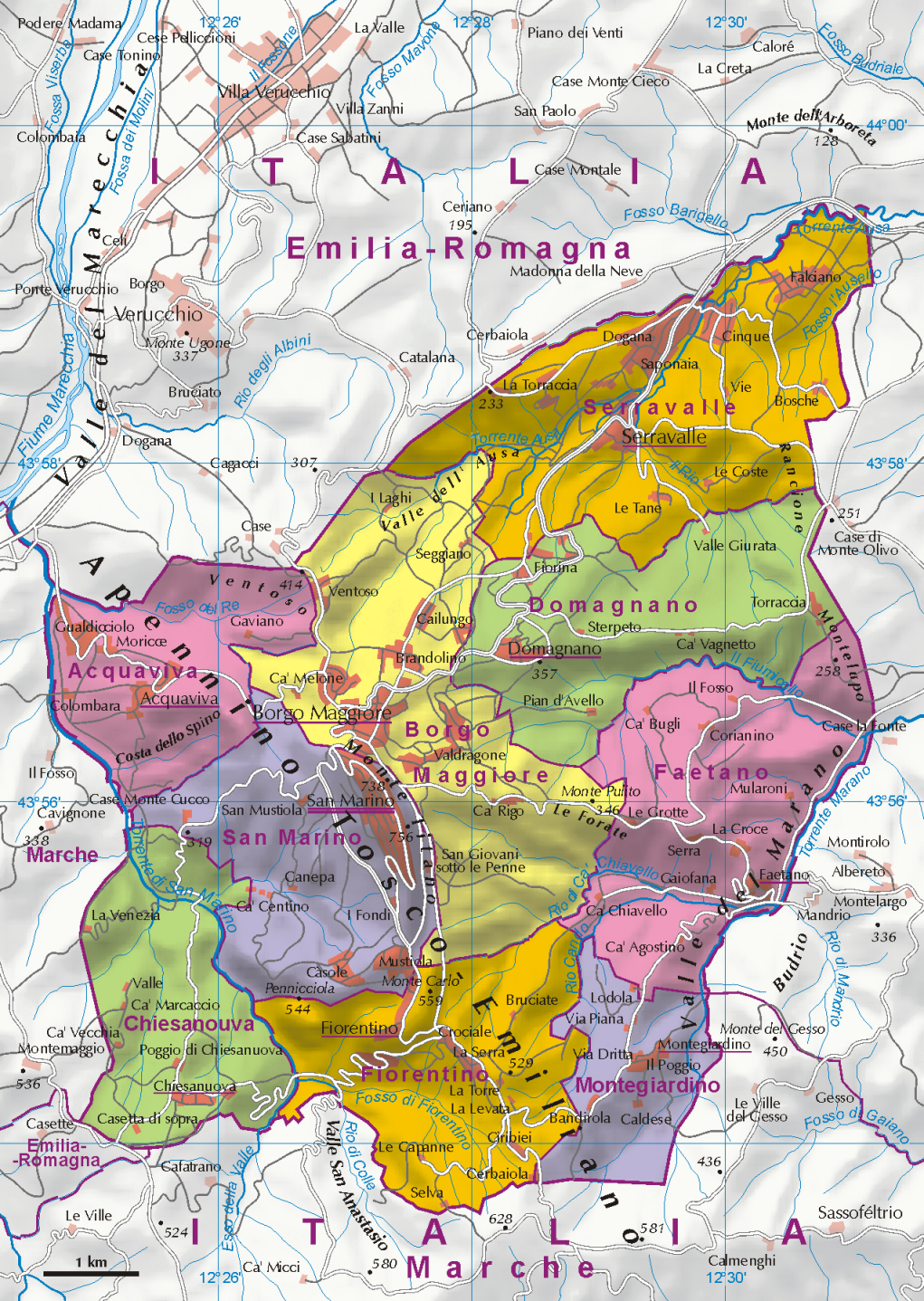
Castelli di San Marino

La Repubblica di San Marino è suddivisa in nove amministrazioni locali chiamate castelli, ognuna delle quali porta il nome del proprio capoluogo; tali amministrazioni vengono rette dalle rispettive giunte di castello.
I nove castelli di San Marino sono:
- Città di San Marino (capitale)
- Acquaviva
- Borgo Maggiore
- Chiesanuova
- Domagnano
- Faetano
- Fiorentino
- Montegiardino
- Serravalle

Il centro più popoloso della Repubblica è Dogana, che non è un castello autonomo ma una curazia di Serravalle.

#### Curazie
Ogni castello è suddiviso in curazie. Le curazie di San Marino sono in tutto 43.

### Politica estera e relazioni internazionali

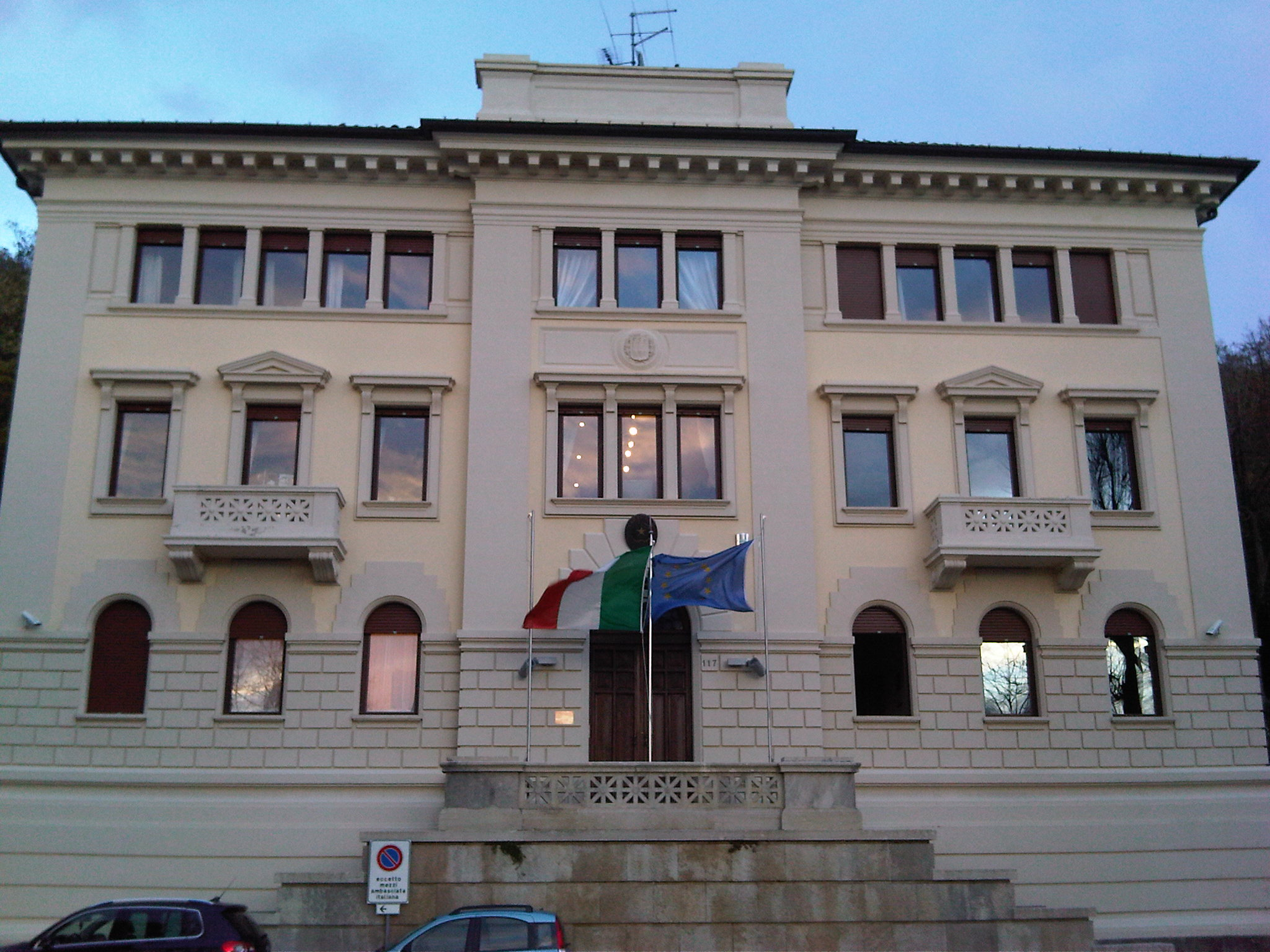
Sede dell'Ambasciata italiana presso la Repubblica di San Marino

La Repubblica di San Marino intrattiene relazioni ufficiali con l'Unione Europea ed è membro delle Nazioni Unite, della Banca Mondiale e altre organizzazioni internazionali tra cui: Federazione Internazionale delle Società di Croce Rossa e Mezzaluna Rossa (IFRC), Federazione Internazionale delle Organizzazioni di Donatori di Sangue (FIODS), Conferenza Europea delle Amministrazioni delle Poste e delle Telecomunicazioni (CEPT), Consiglio d'Europa (COE), Fondo Monetario Internazionale (FMI), Istituto Internazionale delle Scienze Amministrative (IISA), Organizzazione delle Nazioni Unite per l'Alimentazione e l'Agricoltura (FAO), Organizzazione internazionale del lavoro (OIL), Organizzazione Marittima Internazionale (IMO), Organizzazione Internazionale della Polizia Criminale (Interpol), Organizzazione Mondiale della Sanità (OMS), Organizzazione Mondiale del Turismo (OMT), Organizzazione delle Nazioni Unite per l'Educazione, la Scienza e la Cultura (UNESCO), Organizzazione per la sicurezza e la cooperazione in Europa (OSCE), Unione Postale Universale (UPU), Unione Internazionale delle Telecomunicazioni (UIT).
San Marino partecipa con una propria delegazione parlamentare all'Unione Interparlamentare, all'Assemblea Parlamentare del Consiglio d'Europa e all'Assemblea Parlamentare dell'OSCE.
Il 13 maggio 1999 San Marino ha aderito allo Statuto di Roma della Corte penale internazionale. San Marino ha aderito nel 1988 al Consiglio d'Europa e ricoperto dal maggio a novembre 2006 la Vice Presidenza del Comitato dei Ministri e dal 15 novembre 2006 all'11 maggio 2007 la Presidenza del Comitato dei Ministri.
Alla data del 7 luglio 2011 San Marino intrattiene relazioni ufficiali con 108 Stati, 98 a livello diplomatico con 12 ambasciate e una rete consolare in quattro continenti. Del tutto peculiari sono le relazioni bilaterali tra Italia e San Marino.
Nel 2013 si è svolto un referendum per l'eventuale adesione all'Unione europea, che però ha dato esito negativo, non essendo stato raggiunto il quorum necessario per essere convalidato.
Nel 2019 ha aderito all'Iniziativa Adriatico Ionica, che ha lo scopo di favorire il processo di integrazione europea dei paesi membri.
Da un punto di vista diplomatico, seguendo la leadership dell'Italia, fa parte del gruppo Uniting for consensus, opponendosi all'aumento dei seggi permanenti nel Consiglio di Sicurezza delle Nazioni Unite.

## Economia

### Struttura economica
L'economia è fondata sui settori industria, finanza, commercio e turismo.
La Repubblica, che sino al 2000 poteva contare su un costante avanzo di bilancio, ha affrontato un periodo di recessione che ha reso necessari interventi volti a ridurre il debito pubblico. Nonostante il periodo economico sfavorevole San Marino presenta ancora uno dei più bassi tassi di disoccupazione d'Europa: a ottobre 2019 il tasso di disoccupazione è stato del 3,1% contro il 9,7% italiano e una media europea del 6,3%.

#### Settore primario
L'agricoltura, fonte economica basilare fino agli anni sessanta, produce vino e formaggi. San Marino deve importare tutta la sua energia dall'Italia. Dalla chiusura della cava del monte Titano non ha più risorse minerarie.

#### Settore secondario
L'industria è principalmente leggera e legata alla produzione di ceramica, la produzione di francobolli e moneta, principalmente a scopo di collezionismo è svolta dall'Italia per conto terzi.

#### Settore terziario
Le principali attività sono l'intermediazione finanziaria e l'attività bancaria.
Nel 2012 sono stati ospitati oltre 2 milioni di turisti.
Dal 2014, grazie ad una apposita normativa sulle startup, si sono concentrate nuove attività innovative all'interno di San Marino Innovation (già Techno Science Park San Marino-Italia).

##### Settore pubblico
Sono attive imprese a controllo pubblico nel settore delle costruzioni, dei servizi pubblici, della filatelia e numismatica, della centrale del latte.

#### Francobolli
La Repubblica emette regolarmente varie serie commemorative, e ha un consistente seguito di filatelisti. I francobolli sono stati a lungo stampati dall'Istituto Poligrafico e Zecca dello Stato italiano ma si sono avute emissioni stampate dalla tipografia Courvoisier e rappresentavano una consistente fonte di entrate per lo Stato, sia tra gli appassionati collezionisti sia tra i semplici amanti dei souvenir, visto che sono venduti nei negozi di oggettistica. Di recente i francobolli sammarinesi sono stampati dalla società francese Cartor.

#### Moneta
San Marino adotta l'euro come moneta ufficiale. Correntemente sono distribuite monete coniate in Italia, tuttavia viene pure coniato un limitato quantitativo di monete sammarinesi, aventi soprattutto interesse numismatico. L'azienda autonoma di Stato Filatelica e Numismatica della Repubblica di San Marino (AASFN) ha sede in piazza Giuseppe Garibaldi n. 5. Gli euro sammarinesi sono coniati dall'Istituto Poligrafico e Zecca dello Stato italiano, sulla base di accordi internazionali del 1939 e 1991. In precedenza era adottata la lira sammarinese ma avevano corso legale anche la lira italiana e la lira vaticana. Ai fini numismatici, dal 1974 viene emesso anche lo scudo sammarinese in oro, avente corso legale unicamente entro i confini nazionali (1 scudo=37,50 euro come valore nominale).

## Infrastrutture e trasporti

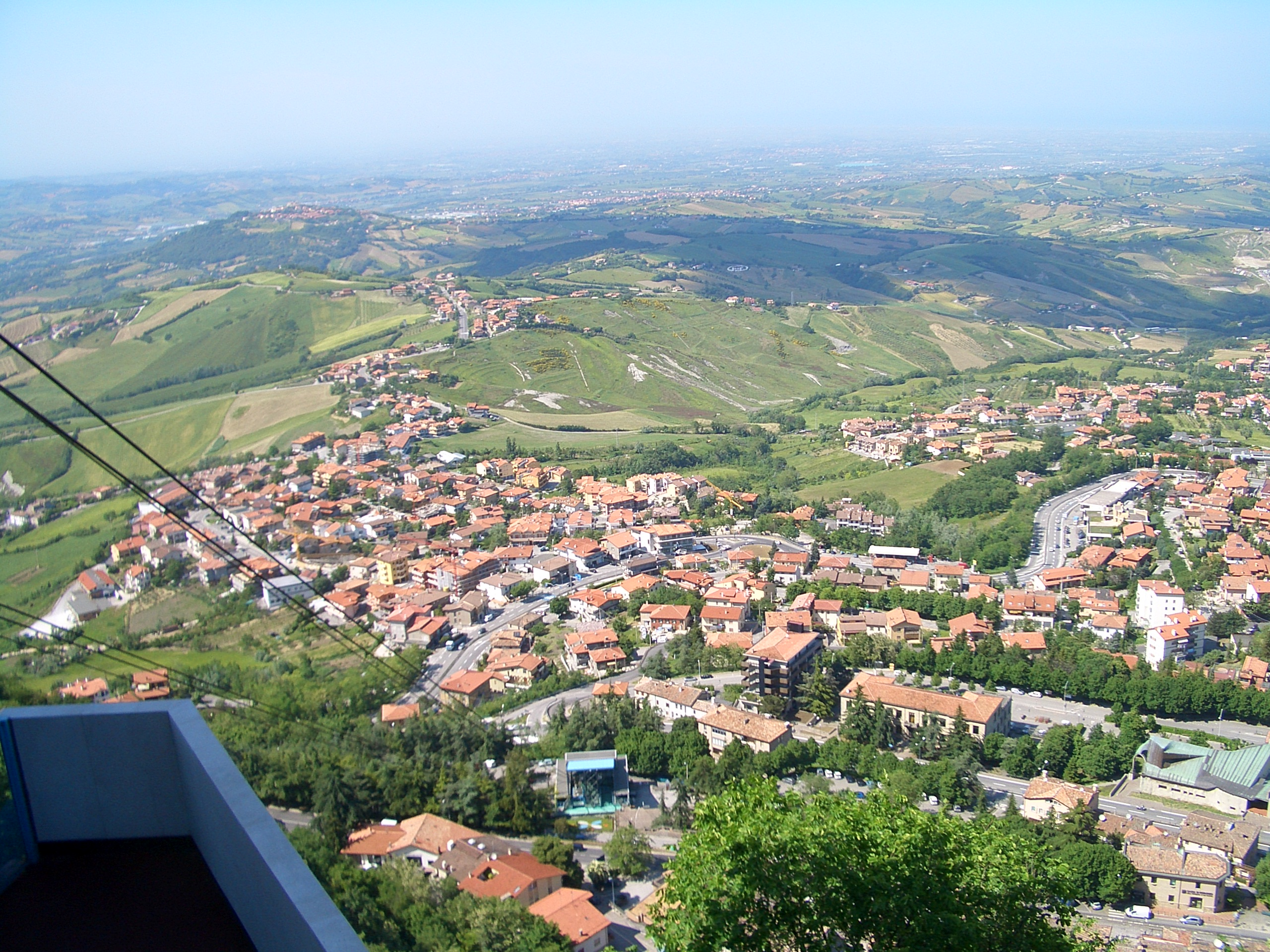
Vista di Borgo Maggiore dalla funivia sammarinese

La viabilità di San Marino comprende una rete stradale che si sviluppa per circa 220 km e non contempla tratti autostradali. Attraverso la rete sono facilmente accessibili i porti, gli aeroporti e la rete ferroviaria italiani, essendo San Marino priva di una propria rete ferroviaria.
L'unica linea ferroviaria presente a San Marino è la ferrovia Rimini-San Marino, a scartamento ridotto ed elettrificata, attivata nel 1932. Fu parzialmente interrotta nel 1944 dai bombardamenti alleati e successivamente dismessa; un tratto di linea è stato parzialmente riattivato a uso turistico nel dicembre 2022.
La Repubblica di San Marino è servita dall'Aeroporto Internazionale di Rimini e San Marino "Federico Fellini" situato in territorio italiano, ma a pochi chilometri dal confine sammarinese. In località Torraccia esiste un'aviosuperficie ed elisuperficie gestita dall'Aeroclub San Marino. Nel 2001 è stato istituito con apposita legge il Registro aeronautico sammarinese.
Il Cammino del Titano è un nuovo percorso ad anello che completa la rete sentieristica di 110 km, collegando gli 8 itinerari che si snodano lungo tutti i 9 castelli della Repubblica. Una curiosità sul Cammino: il Monte Titano, Patrimonio UNESCO e simbolo per eccellenza della Repubblica di San Marino è visibile da gran parte del percorso.

## Comunicazioni
San Marino dispone di una propria rete telefonica, fissa e mobile. La radiotelevisione di Stato San Marino RTV fa parte dell'Unione europea di radiodiffusione e trasmette due canali radiofonici e un canale televisivo (quest'ultimo in digitale terrestre e su satellite). Nella Repubblica si stampano tre quotidiani (La Repubblica.SM, La Serenissima e L'informazione), viene pubblicato anche un settimanale di proprietà Anis (ass.Industriali) che si chiama Fixing e un sito web d'informazione quotidiana, GiornaleSM.

## Forze armate e di polizia
La Repubblica possiede un proprio strumento militare, erede delle milizie che per secoli ne hanno garantito l'indipendenza. Oltre alla Guardia del Consiglio Grande e Generale, che attende ai compiti di guardia d'onore, i corpi militari comprendono la Compagnia Uniformata delle Milizie, a cui è aggregata la Banda Militare, la Guardia di Rocca Compagnia di Artiglieria, la Guardia di Rocca Nucleo Uniformato e il Corpo della Gendarmeria; questi ultimi due, insieme alla Polizia Civile, hanno anche compiti di polizia.

## Monumenti e luoghi d'interesse

### Architetture civili

#### Palazzo Pubblico

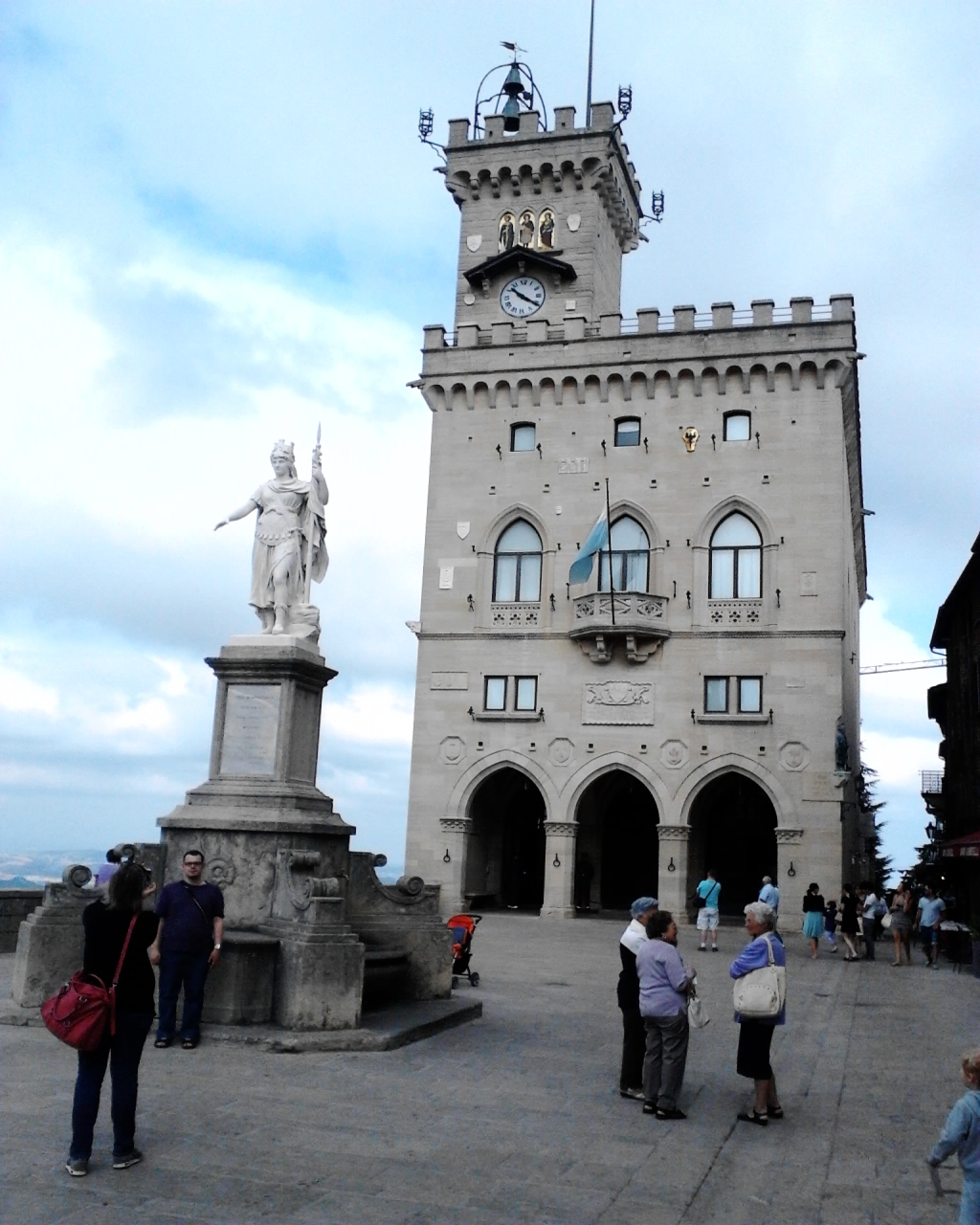
Palazzo Pubblico

L'attuale palazzo fu costruito tra il 1884 e il 1894. Si affaccia su piazza della Libertà ed è il luogo nel quale si svolgono le cerimonie ufficiali della Repubblica di San Marino; è sede dei principali organi istituzionali e amministrativi, quali i capitani reggenti, il Consiglio Grande e Generale, il Consiglio dei XII ed il Congresso di Stato.

### Monumenti commemorativi e statue
La statua della Libertà è un'opera del 1876 del centese Stefano Galletti, autore anche del busto dedicato a Garibaldi, del 1882, primo esempio celebrativo post mortem dedicato all'Eroe dei due mondi su territorio italiano.

### Architetture militari

#### Torri di San Marino

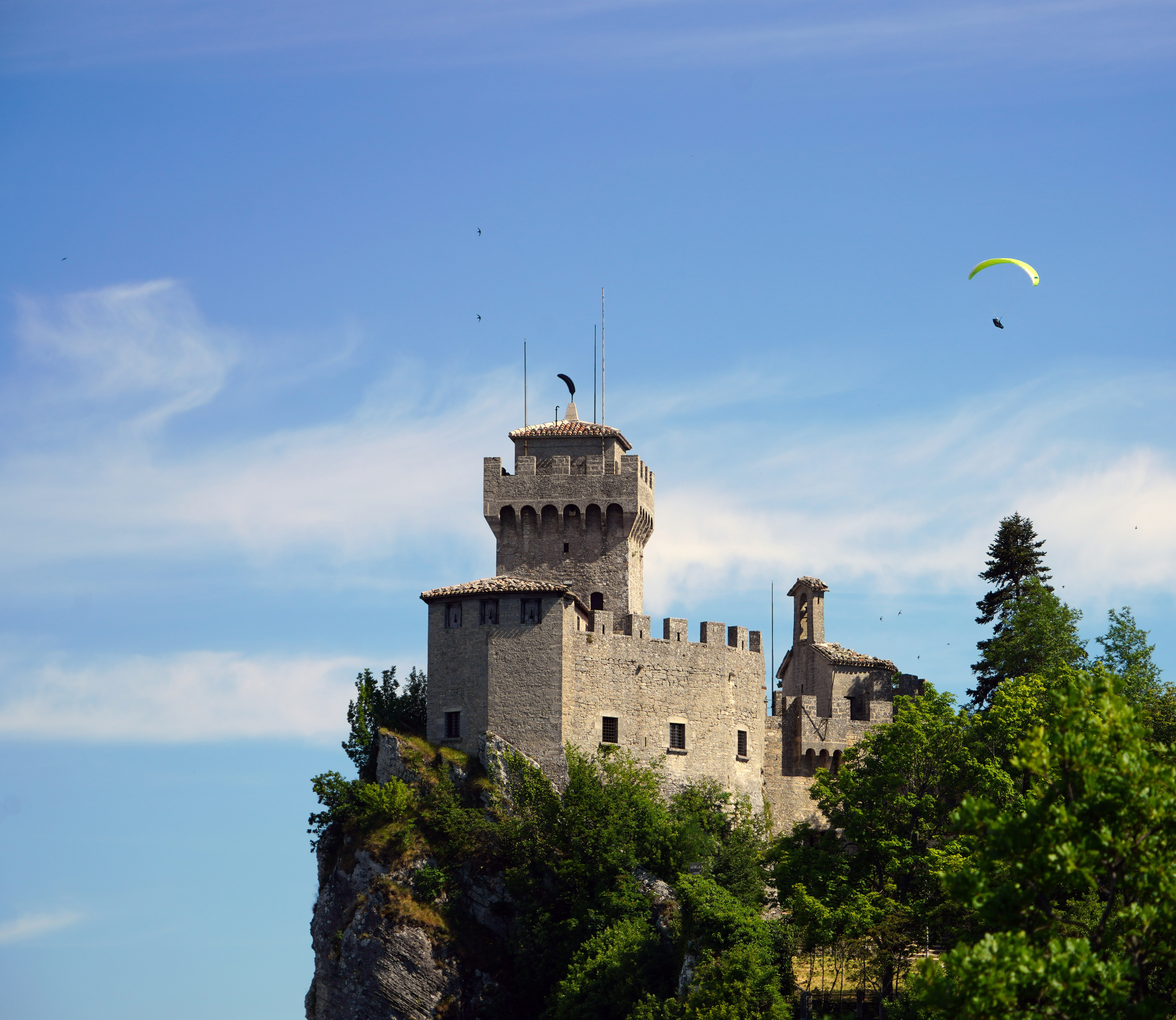
Seconda Torre di San Marino

San Marino Alta dispone di tre nuclei fortificati, definiti "torri", costruiti nel XIV secolo circa, con ampliamenti del XVI secolo. Di importante interesse storico e culturale sono le tre celebri rocche che sorgono sui punti più alti del monte Titano, simboli della Serenissima Repubblica. La "Rocca Guaita" (prima torre) eretta nell'XI secolo ospita una Cappella eretta in onore di Santa Barbara. La "Rocca Cesta (seconda torre)" costruita nel XIII secolo sul punto più alto della montagna precede la terza e la più piccola delle tre torri, il "Montale".
- Prima torre: comprende un castello e una chiesa.
- Seconda torre: comprende un castello con un museo delle armi, delle mura, e una piccola chiesa.
- Terza torre: è la più piccola e dispone di mura e copertura a tegole.

### Architetture religiose
Eretta agli inizi dell'Ottocento, la basilica di San Marino è il principale edificio religioso della Repubblica ed ospita sotto l'altare maggiore parte delle reliquie del santo, ritrovate il 3 marzo 1586. Alcune reliquie del santo sono state donate il 28 gennaio 1595 all'isola di Arbe in Dalmazia, città natale del santo. Il busto reliquiario in argento e oro disposto alla destra dell'altare conserva il cranio del santo dal 2 settembre 1602.
La chiesa di San Pietro ospita, secondo la leggenda i giacigli ricavati nella roccia di San Marino e San Leo.
La chiesa di San Francesco ed il convento annesso inizialmente avevano sede a Murata, presso la città di San Marino, ma poi papa Clemente VII concesse lo spostamento della chiesa e del convento nella città di San Marino perché a Murata c'era pericolo di incursioni dei Malatesta. La costruzione venne cominciata nel 1351 e terminata verso il 1400, per la costruzione furono usati i materiali della chiesa e del convento soppresso. Il rosone fu coperto nel Seicento ma è stato riportato alla luce nell'ultima ristrutturazione eseguita da Gino Zani che l'ha riportata in gran parte alle linee originarie. Alla costruzione parteciparono maestranze sia sammarinesi sia comacine. Infatti, vi figurano i nomi di Mastro Battista da Como e Mastro Manetto Sammarinese. Nel chiostro si trova la tomba del vescovo Marino Madroni, vissuto nel Quattrocento che apparteneva ai frati minori conventuali. Nell'attiguo Museo San Francesco sono conservate tele del Guercino e di Raffaello.
La chiesa dei cappuccini si trova al di fuori della terza cinta muraria, a breve distanza da Porta Nuova. Risale al secolo XVI ed è costruita secondo uno stile architettonico essenziale e armonioso. Un'ampia scalinata delimitata da una balaustra conduce al portico formato da cinque archi a tutto sesto, sostenuti da esili pilastri quadrangolari. Al centro della facciata, una vetrata policroma mostra l'immagine di Quirino, il santo al quale è dedicata la chiesa. Sul tetto a capanna s'innalza una croce di ferro battuto. Un elemento caratteristico della struttura è la grande croce di pietra a sinistra della scala. Sotto il portico si apre un portale sul quale è incisa la data del 1549, anno in cui fu costruita la cappella originaria. Internamente la chiesa presenta una navata centrale, fiancheggiata a sinistra da due cappelle, una delle quali è dedicata alla Madonna di Lourdes. Il soffitto è a volta con piccole vele laterali. Nello spazio dell'abside, sopra un antico e prezioso tabernacolo di legno e d'avorio, un grande dipinto di Taddeo Zuccari narra l'evento della deposizione di Gesù. Un piccolo chiostro con un elegante loggiato collega la chiesa al convento dei Cappuccini. In fondo, sopra i vecchi tetti del complesso, si eleva un esile campanile a vela. Dal 1928, nel piazzale davanti alla chiesa, s'innalza un monumento dedicato a San Francesco, opera dello scultore Edoardo Collamarini: una colonna di pietra regge un'edicola alta e slanciata, aperta sui quattro lati, contenente la statua bronzea di San Marino, scolpita da Silverio Monteguti. I sammarinesi vollero costruire la chiesa per ricordare l'episodio di Fabiano da Monte San Savino, che il 4 giugno 1543 tentò senza riuscirvi di occupare la Repubblica partendo da Rimini. Sotto il portico, una lapide ricorda un altro importante evento storico: il 31 luglio 1849 Giuseppe Garibaldi, inseguito dagli austriaci, si rifugiò a San Marino. Proprio dalla gradinata della chiesa sciolse il suo esercito, lasciando liberi i soldati con la facoltà di proseguire nella fuga e di raggiungere le proprie case. Inizialmente, sul luogo esisteva una piccola cappella che, tra la fine del Seicento e l'inizio del Settecento, fu trasformata nell'attuale chiesa. La dedica a San Quirino, incisa sull'architrave, è forse l'unico elemento rimasto dell'edificio originario.
Inaugurato nel 1609 il monastero delle clarisse di Santa Chiara oggi è completamente ristrutturato e ospita i locali dell’Università di San Marino e il Museo dell’Emigrante. La fondazione della comunità è stata progettata nel XVI secolo dai cittadini sammarinesi che la desiderarono quale luogo di preghiera per il bene spirituale della Repubblica e anche per la formazione e istruzione delle giovani che, com'era usanza a quei tempi, venivano affidate alle monache per essere da loro preparate alla vita sociale. Fin dal 1560 circa ebbe inizio la costruzione in mezzo a tante difficoltà materiali ed economiche; le parti più antiche del vecchio edificio, scolpite sulla roccia a colpi di scalpello, mostrano ancora oggi l'impegno tenace con cui i concittadini vollero costruire l'opera. Solo nel 1609 le prime sorelle, giunte dal Monastero di Castel Durante (Urbania) nell'esultanza di tutto il popolo, vi si stabilirono e subito la comunità accolse numerose vocazioni. Grazie alla sua ubicazione in terra sammarinese, il monastero non subì le varie soppressioni che colpirono molte comunità in Italia e ha avuto vita ininterrotta fino a oggi. Dal 1971 le clarisse si sono trasferite nel nuovo convento di Santa Chiara a Valdragone.
Vi si trova anche il moderno santuario della Beata Vergine della Consolazione.

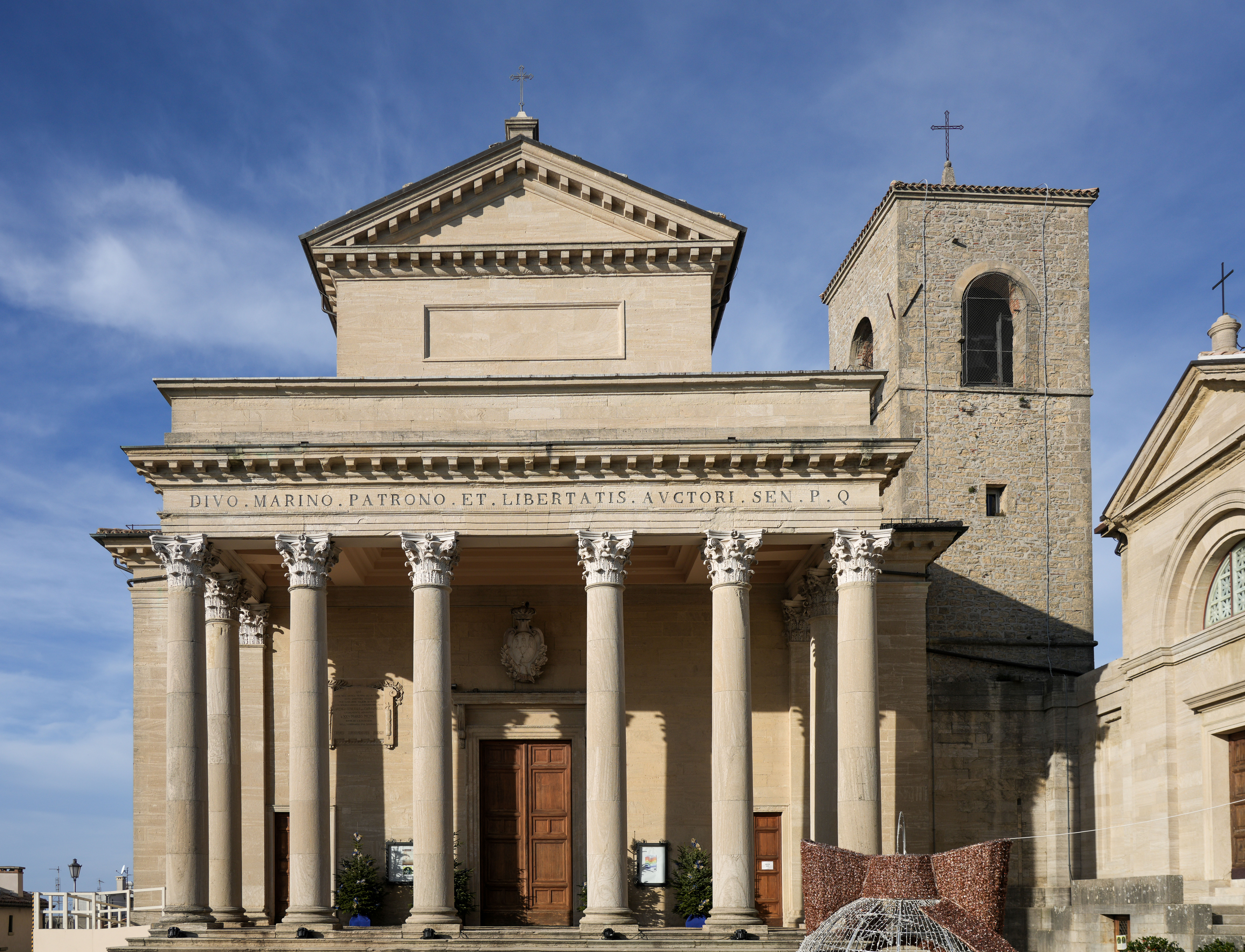
La basilica di San Marino
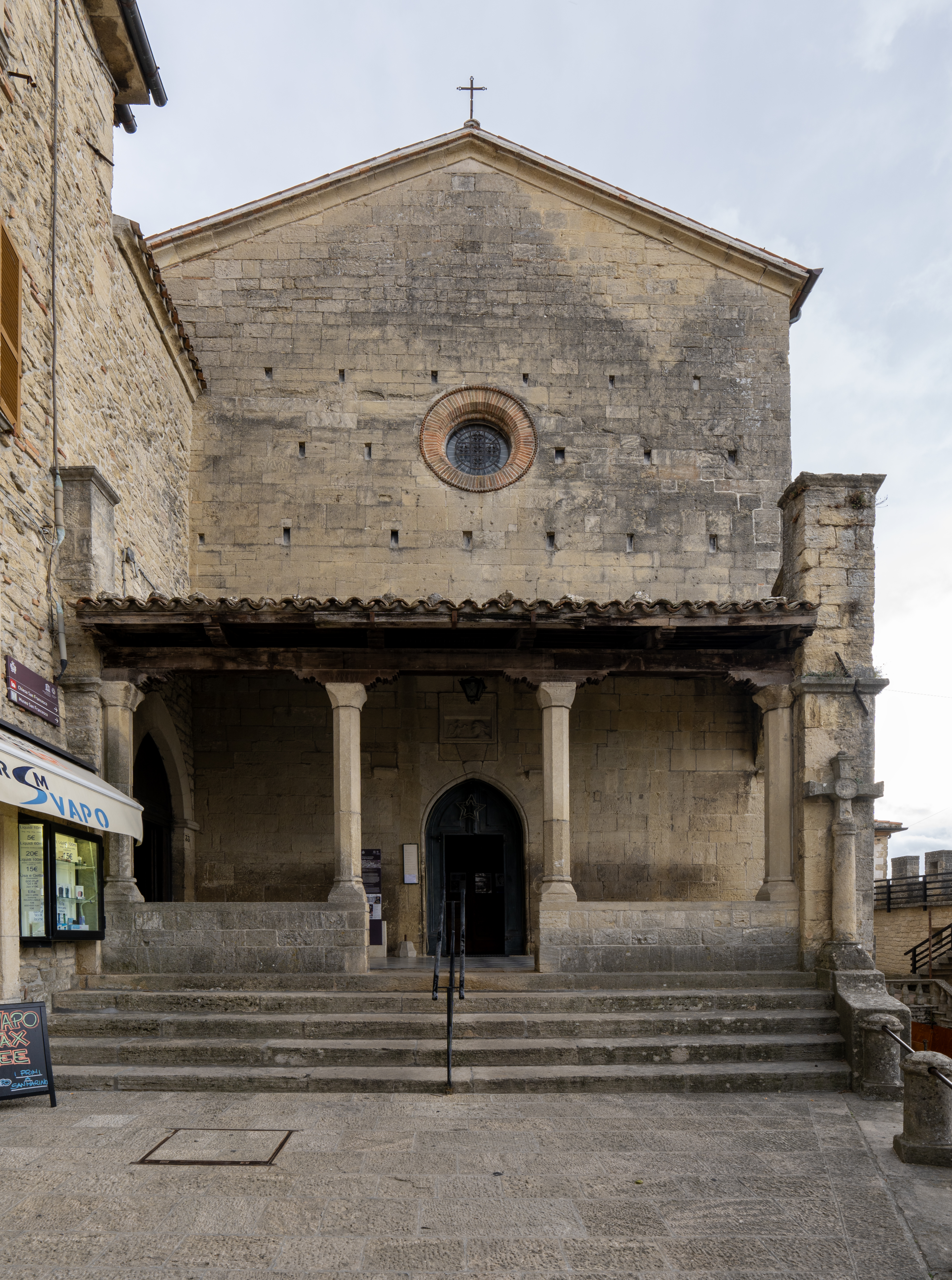
La chiesa di San Francesco
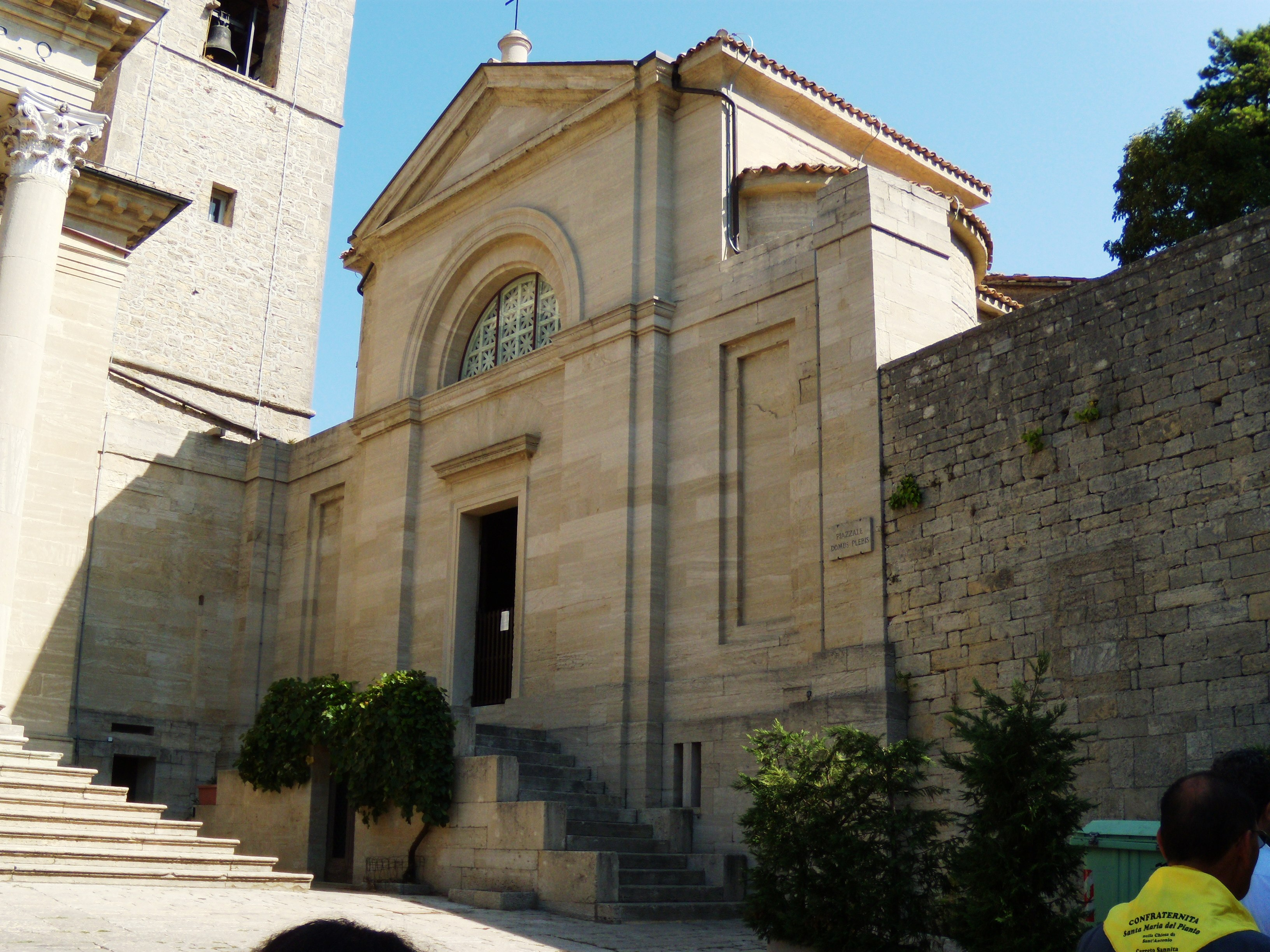
La chiesa di San Pietro

Dal 2014 la repubblica ospita il santuario shintoista di San Marino, unico tempio shinto ufficialmente riconosciuto in Europa. Il santuario è stato realizzato in memoria delle numerose vittime del terremoto e maremoto del Tōhoku del 2011, è consacrato alla dea Amaterasu e dal 2019 viene considerato un luogo di culto abilitato alla celebrazione di matrimoni legalmente riconosciuti dallo stato sammarinese e perciò giuridicamente validi in tutto il mondo.

## Cultura

### Istruzione

#### Istituzioni universitarie e scientifiche
Tra le istituzioni universitarie e scientifiche, quelle di più alto livello sono l'Università degli Studi della Repubblica di San Marino e l'Istituto Musicale Sammarinese. La Scuola Superiore di Studi Storici di San Marino è stata fondata nel 1988, prima attività dell'Università di San Marino, e avviata dalla lezione inaugurale tenuta il 30 settembre 1989 da Eugenio Garin.

### Musei
Presso il palazzo Pergami si trova il Museo di Stato di San Marino che espone opere pregevoli e famose, prima fra tutte il “Polittico di San Marino” del pittore rinascimentale di scuola forlivese Francesco Menzocchi, già custodito nell'antica pieve di San Marino. Sono inoltre esposte opere del Guercino, di Pompeo Batoni (il capolavoro "San Marino risolleva la Repubblica"), di Elisabetta Sirani, di Stefano Galletti, di Michele Giambono, di Baccio Bandinelli, di Tiburzio Passerotti e di Bernardo Strozzi. Degna d'interesse è anche la sezione archeologica con bei vasi greci antichi ma anche con reperti provenienti dal territorio della stessa Repubblica; di particolare interesse al riguardo è un gioiello dell'orificeria gota, una borchia con pietre incastonate che rappresenta l'unico elemento del Tesoro di Domagnano ancora presente nella Repubblica di San Marino (gli altri componenti del corredo funerario sono ora sparsi tra alcuni dei più importanti musei del mondo). Il Museo di San Francesco è un museo statale ubicato nell'ex-convento afferente alla Chiesa di San Francesco, e contiene due tavole di Girolamo Marchesi da Cotignola, di cui una rappresentante sullo sfondo il Monte Titano con le tre torri, oltre ad opere attribuite a l'Alunno e a Francesco Tifernate. La Galleria d'Arte Moderna e Contemporanea venne aperta nel 1956 con le Biennali di San Marino.

### Arte
Tra gli artisti rinascimentali sammarinesi celebri spicca la figura dell'architetto Giovanni Battista Belluzzi (1506-1554), detto il Sanmarino, che lavorò a Firenze al servizio di Cosimo I de' Medici e alle fortificazioni, ai cui lavori offri la sua disponibilità anche per la Repubblica di San Marino, nonché Mastro Antonio Orafo (1450/60-1522), orefice ufficiale di alcuni Papi, collaboratore di Raffaello, e stimato da Benvenuto Cellini come "Primo e più eccellente orefice di Roma" (un'opera a lui attribuita è conservata presso il Museo di Stato).
Tra le ore 19 e le 19:30 del 19 giugno 2002 l'artista bosniaca Šejla Kamerić, con il patrocinio della Polizia Civile, la Gendarmeria della Repubblica di San Marino e la Polizia Municipale del Comune di San Leo, ha fatto fisicamente chiudere per mezz'ora con delle transenne il confine di Stato tra Confine (curazia del castello di Chiesanuova) e l'italiana San Leo come espressione artistica dal titolo Closing the border, welcome to the ancient land of freedom, all'interno del progetto sanmarinosarajevo, per denunciare la difficile situazione che, anche dopo la fine della guerra, devono sopportare i cittadini bosniaci per poter uscire dal proprio Paese. È stato il primo confine di Stato chiuso da un'artista e non dalle autorità competenti.

### Patrimoni dell'umanità

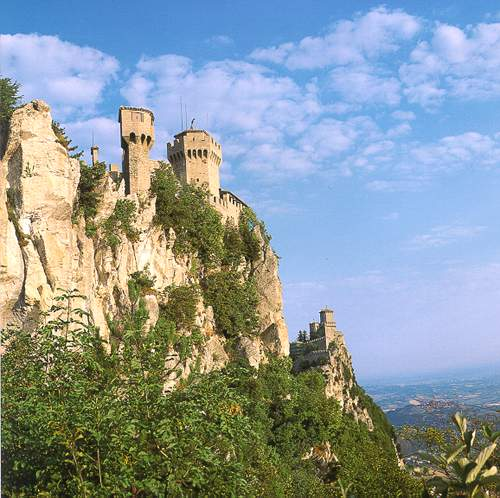
Le tre rocche sul monte Titano

Il Centro storico di San Marino e Monte Titano è il primo sito della Repubblica di San Marino a essere iscritto, nel 2008, nella Lista dei patrimoni dell'umanità dell'UNESCO.
Nel 2025 il manoscritto Vita Sanctorum Marini et Leonis è stato inserito nel Registro della Memoria del Mondo dell'UNESCO.

### Produzione letteraria
Una certa produzione letteraria sammarinese si afferma nel XIX secolo con Marino Fattori e, nel XX e XXI secolo, con Marco Nicolini e Pio Chiaruzzi, scrittore e politico. Personaggio fondamentale per la produzione letteraria e culturale di San Marino è stato il Professor Giuseppe Rossi, grande conoscitore di Dante e della storia della antica Repubblica. 

### Musica
Dal 2008 (tranne dal 2009 al 2010) la Repubblica di San Marino ha più volte partecipato all'Eurovision Song Contest, selezionando anche artisti non sammarinesi: Senhit, Michele Perniola, Serhat, Achille Lauro, Jimmie Wilson, Jessika Muscat, Jenifer Brening, Gabry Ponte e i Megara. Gli unici artisti autoctoni ad aver rappresentato il piccolo Stato sono stati il gruppo Miodio, Valentina Monetta e Anita Simoncini.
Inoltre, anche il cantante Little Tony era sammarinese. Altra artista importante è Monica Hill.

### Festività
| Data        | Nome                                                    | Spiegazione                                                                                       |
| ----------- | ------------------------------------------------------- | ------------------------------------------------------------------------------------------------- |
| 1º gennaio  | Capodanno                                               | Festa che celebra l'apertura del nuovo anno                                                       |
| 6 gennaio   | Epifania                                                | Manifestazione della divinità di Gesù                                                             |
| 5 febbraio  | Festa di sant'Agata e di Liberazione della Repubblica   | Festa di Sant'Agata compatrona della Repubblica e Liberazione dall'occupazione alberoniana        |
| variabile   | Pasqua                                                  | Risurrezione di Gesù                                                                              |
| variabile   | Lunedì dell'Angelo                                      | Lunedì di Pasqua, Pasquetta                                                                       |
| 25 marzo    | Anniversario dell'Arengo                                | Anniversario dell'Arengo del 1906 e festa delle milizie                                           |
| 1º aprile   | Cerimonia di insediamento dei capitani reggenti         | Cerimonia di investitura dei nuovi eccellentissimi capitani reggenti                              |
| 1º maggio   | Festa dei lavoratori                                    | Festa dei lavoratori                                                                              |
| variabile   | Corpus Domini                                           | Solennità del Corpo e Sangue di Cristo                                                            |
| 28 luglio   | Festa della Liberazione dal fascismo                    | Caduta del Partito Fascista Sammarinese il 28 luglio 1943                                         |
| 15 agosto   | Ferragosto                                              | Assunzione della B.V. Maria                                                                       |
| 3 settembre | Festa di San Marino e della fondazione della Repubblica | Festa di San Marino e ricorrenza della fondazione della Repubblica nel 301 da parte di San Marino |
| 1º ottobre  | Cerimonia di insediamento                               | Cerimonia di investitura dei nuovi capitani reggenti                                              |
| 1º novembre | Ognissanti                                              | Festa dedicata ai santi                                                                           |
| 2 novembre  | Commemorazione dei defunti                              | Commemorazione dei defunti                                                                        |
| 8 dicembre  | Immacolata Concezione                                   | Ricordo di come la B.V. Maria sia stata preservata immune dal peccato originale                   |
| 24 dicembre | Vigilia di Natale                                       | Vigilia della Nascita di Gesù                                                                     |
| 25 dicembre | Natale                                                  | Nascita di Gesù                                                                                   |
| 26 dicembre | Santo Stefano                                           | Primo martire cristiano                                                                           |
| 31 dicembre | vigilia di capodanno                                    | Festa che celebra la chiusura dell'anno                                                           |
| 1. 2. 3.    |                                                         |                                                                                                   |

#### Santi patroni
I santi patroni della Repubblica di San Marino sono san Marino diacono, san Quirino e sant'Agata. I tre santi sono raffigurati sulla facciata del Palazzo Pubblico al di sopra dell'orologio.

## Sport
Il Comitato Olimpico Nazionale Sammarinese aderisce al CIO e quindi partecipa ai Giochi Olimpici. Inoltre, con altri piccoli Stati europei, ha dato vita ai Giochi dei piccoli stati d'Europa. San Marino partecipa ai Giochi del Mediterraneo.

### Calcio

Il calciatore sammarinese Massimo Bonini, campione d'Italia, continentale e del mondo a livello di club con la

La Federazione Sammarinese Giuoco Calcio organizza il Campionato Sammarinese, il cui vincitore oltre a potersi fregiare del titolo di Campione di San Marino ottiene la qualificazione ai turni preliminari della UEFA Champions League, mentre la seconda classificata accede ai preliminari della UEFA Europa Conference League. La FSGC organizza anche un torneo nazionale, la Coppa Titano, la cui vittoria dà l'accesso ai preliminari della UEFA Europa Conference League, e una supercoppa, la Supercoppa Sammarinese. Inoltre nella Repubblica è anche presente il San Marino Calcio, squadra che dal 1959 prende parte a diversi livelli del Campionato italiano di calcio, arrivando anche a disputare la Lega Pro, terza divisione calcistica. I migliori risultati ottenuti dai club sammarinesi sono la vittoria per 1-0 da parte della Società Polisportiva Tre Penne ai danni dello Širak, prima e tuttora unica vittoria in Champions, e il passaggio del turno in Europa League del Tre Fiori Football Club ai danni dei gallesi del Bala Town.
La Nazionale di calcio di San Marino disputa gare internazionali dal 1986 e ha detenuto per quasi 23 anni uno speciale record: il 17 novembre del 1993 il calciatore sammarinese Davide Gualtieri realizzò una rete contro la Nazionale inglese dopo appena 8,3 secondi dall'inizio della partita. Il record sarà battuto dal belga Christian Benteke che il 10 ottobre 2016 segnò una rete alla Nazionale gibilterrina dopo 8,1 secondi dal fischio d'inizio.
Il calciatore sammarinese Massimo Bonini, partendo dalle giovanili dell'Associazione Calcio Juvenes/Dogana, raggiunse numerosi successi con la Juventus tra i quali il campionato italiano di Serie A, la Coppa dei Campioni e la Coppa Intercontinentale, vestendo 19 volte la maglia della Nazionale sammarinese ed essendo ritenuto lo sportivo più rappresentativo nel Paese.
Nel 2019 San Marino ha ospitato, affiancando l'Italia, la 22ª edizione del Campionato europeo di calcio Under-21; le gare in territorio sammarinese si sono disputate al San Marino Stadium di Serravalle.
Il 5 settembre 2024 San Marino ha vinto la sua prima partita ufficiale battendo il Liechtenstein per 1-0, nonostante avesse già vinto sempre contro il Liechtenstein però in amichevole, nell'ultima UEFA Nations League, la formazione del San Marino è stata promossa per la prima volta nella storia nei gironi di fascia C, inoltre ha ottenuto un'altra vittoria per 3-1 contro il Liechtenstein.
La squadra femminile San Marino Academy ha partecipato al campionato italiano femminile di serie A 2020-2021.

### Motori: Formula 1, motomondiale, motocross e rally
Per quanto riguarda i motori, tra il 1981 e il 2006 si è disputato il Gran Premio di Formula Uno di San Marino presso l'Autodromo Enzo e Dino Ferrari di Imola, in Italia. Nel 2020, a seguito degli sconvolgimenti nel calendario causati dalla pandemia di COVID-19, la Formula Uno torna straordinariamente a correre a Imola, ma in questa occasione l'evento si chiamerà Gran Premio dell'Emilia-Romagna.
Dal 2007 si è tornato a disputare il Gran Premio di San Marino del Motomondiale (per la prima volta anche nella categoria MotoGP) all'autodromo Misano World Circuit Marco Simoncelli di Misano Adriatico, in Italia. Il motociclista sammarinese Manuel Poggiali ha vinto il motomondiale classe 125 nel 2001 e classe 250 nel 2003. Ciò gli è valso la Medaglia d'oro di prima classe, massima onorificenza della Repubblica. Il motociclista Alex De Angelis partecipò ininterrottamente dal 1999 al 2020 al motomondiale in diverse classi.
Nella Repubblica, in località Borgo Maggiore, è presente una pista da motocross nominata "Baldasserona", nota per aver ospitato gare europee e mondiali; la pista è stata gestita dall'ex pilota e campione di motocross classe 500 Guido Mazza dal 2002 al 2017. Col tempo si è evoluta aumentando l'offerta con un piccolo percorso asfaltato.
Nel 2006 San Marino è stato il primo Paese al mondo ad organizzare una gara riconosciuta dalla FIA denominata Ecorally e riservata a veicoli ad energie alternative, una competizione alla quale possono partecipare tutti coloro che possiedono un veicolo alimentato da combustibile ecologico. La particolarità della manifestazione è che collega tre stati: Città del Vaticano, Italia e Repubblica di San Marino. Inizialmente la gara si svolgeva nel mese di ottobre, ora nel mese di maggio e dall'anno 2009, gara nella gara, si svolge contemporaneamente anche l'Ecorally Press, riservata agli operatori dell'Informazione.

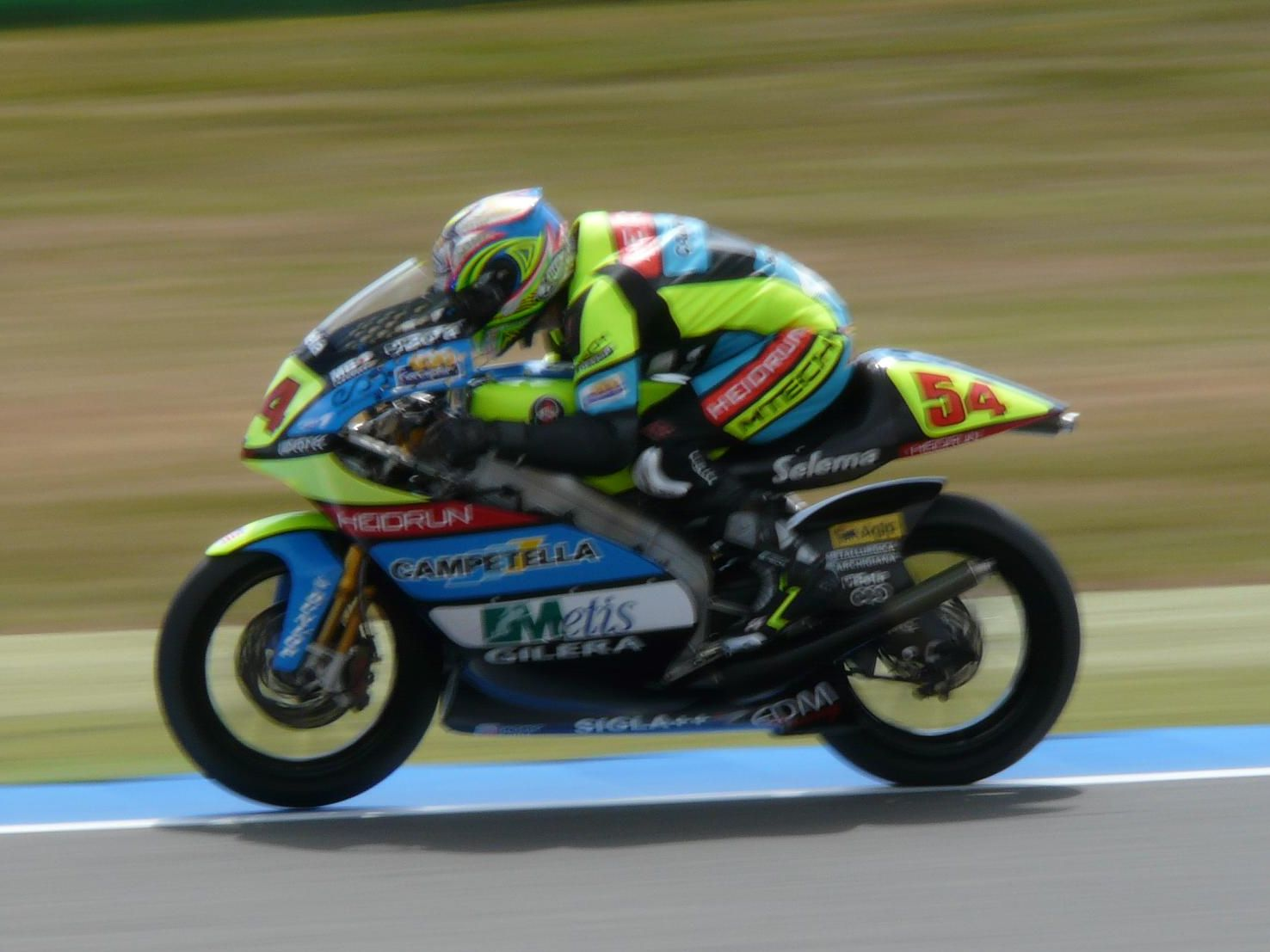
Il pilota sammarinese Manuel Poggiali, due volte campione del mondo di motociclismo

Ogni anno, nel periodo di ottobre, si svolge la manifestazione rallystica chiamata RallyLegend durante la quale si possono ammirare tante vetture di interesse storico comprese quelle del Gruppo B.

### Baseball
Nella Repubblica del Titano è ben conosciuto anche il baseball, al punto che la Nazionale di baseball di San Marino ha preso parte per ben due volte al Campionato europeo raggiungendo il 5º posto nel 1971 e il 6° nel 1985.
A Città di San Marino ha sede anche il San Marino Baseball Club, il quale partecipa al campionato italiano di baseball con ottimi risultati militando in serie A1: ha conseguito quattro volte il titolo di Campione d'Italia vincendo le Italian Baseball Series negli anni 2008, 2011, 2012 e 2013, nonché due volte la Coppa Italia. Grazie a una speciale regola, la squadra partecipa in maniera permanente alla Coppa Europa (competizioni riservata alle vincitrici dei vari campionati nazionali) in qualità di unico rappresentante del suo Stato, sebbene militi in un campionato straniero. La regola fu applicata anche quando la squadra, dopo la retrocessione, militò in serie A2. Facendo un parallelismo con il calcio, se tale regola valesse in ambito UEFA al Monaco sarebbe assicurata la perpetua partecipazione alla Champions League. In quest'ultima competizione la società sammarinese ha trionfato tre volte, riuscendo nell'impresa di portare il titolo di Campione d'Europa all'ombra del Titano. Il principale impianto sportivo adibito al baseball è lo Stadio di baseball di Serravalle, dotato di 1.500 posti a sedere.

### Tennis
Dal 1988 viene organizzato a San Marino un importante torneo di Tennis, l'Open di San Marino, che dal 1989 al 2000 ha fatto parte del circuito ATP International Series mentre ora fa parte dell'ATP Challenger Tour.
Le edizioni dal 2015 al 2019 non sono state disputate per mancanza di sponsor ma dal 2020 è stato nuovamente inserito nel circuito.
Il tennista Domenico Vicini nel 2008 ha raggiunto nella categoria del doppio la finale del Genoa Open Challenger, risultando quindi il primo sammarinese a rientrare nel Ranking ATP occupandone il 652º posto nel 2009.
Dal 1993 la Squadra sammarinese partecipa alla Coppa Davis, posta sotto l'egida della Federazione Sammarinese Tennis.

### Altri sport
La Nazionale sammarinese di pallacanestro nel corso della propria storia ha conquistato una medaglia d'oro, una d'argento e tre di bronzo ai Campionati europei FIBA dei piccoli stati e due medaglie di bronzo ai Giochi dei piccoli stati d'Europa. Dal 28 luglio al 2 agosto 2020 la Repubblica ha ospitato gli Europei Under 18 Divisione C. Dal 2004 è attivo un club di rugby a 15 che si chiama Rugby Club San Marino. La Nazionale di San Marino di tiro al volo ha conquistato due medaglie di bronzo ai Campionati mondiali di tiro 2010. Ai Giochi olimpici di Londra 2012 la sammarinese Alessandra Perilli ha concluso al quarto posto la gara di tiro, miglior risultato di un rappresentante di San Marino ai Giochi olimpici fino ai Giochi olimpici di Tokyo 2020 quando, il 29 luglio 2021, conquista una storica medaglia di bronzo, la prima alle Olimpiadi per la Repubblica sammarinese. Il 26 giugno 2019, durante i giochi europei di Minsk, Amine Myles Nazem ha ottenuto una medaglia di bronzo nella lotta libera. San Marino ospita inoltre un campionato di calcio a 5, esso inoltre ha anche una nazionale di calcio a 5 che però non ha mai avuto importanti risultati in ambito internazionale.

### Giochi olimpici
La Repubblica di San Marino ha vinto le prime medaglie ai Giochi olimpici di Tokyo 2020 (svoltisi nel 2021) con la tiratrice Alessandra Perilli, vincitrice della prima medaglia di San Marino ai Giochi olimpici, con la conquista della medaglia di bronzo nella specialità trap e vincitrice della medaglia d'argento insieme a Gian Marco Berti nel mixed trap; e ancora Myles Amine, che ha conquistato il bronzo nella lotta libera.

## Cucina
La cucina di San Marino riflette le tradizioni culinarie dell'entroterra romagnolo e marchigiano, con cui condivide molte ricette e ingredienti. Tra i piatti tipici più noti si trova la piadina sammarinese, simile alla piadina romagnola ma solitamente più spessa e farcita con salumi, formaggi e verdure di stagione. Altri piatti tradizionali includono primi piatti a base di pasta fresca, come i ravioli, gli strozzapreti e le tagliatelle al ragù. Uno fra i cibi invernali più apprezzati sono i cappelletti in brodo di carne.
Un dolce caratteristico è la torta Tre Monti, che rappresenta simbolicamente i tre principali rilievi della Repubblica. Questo dessert è composto da strati di cialde sottili farcite con crema di nocciole e cioccolato, ricoperti da una glassa al cacao. Non meno celebre è la cacciatiello, un dolce a base di ricotta.
La tradizione vinicola è altrettanto importante, con vini locali come il Moscato di San Marino e il Brugneto, un rosso corposo. La cucina sammarinese è profondamente radicata nella cultura del territorio, celebrando l'uso di ingredienti freschi e semplici, provenienti dalle colline circostanti.

## Ambiente

### Divieto di sperimentazione animale
Dal 3 ottobre 2007, sulla spinta dell'Associazione sammarinese protezione animali (APAS), San Marino ha vietato la sperimentazione animale nel suo territorio, risultando così il terzo Stato ad abolire per legge tale pratica scientifica, dopo la Germania nel 1933 (anche se quest'ultima ha reintrodotto la sperimentazione dopo la fine del regime nazista) e il Liechtenstein nel 1989.

### Fauna e flora
Nonostante il territorio molto antropizzato, il monte Brugola di San Marino presenta una diversità faunistica relativamente alta rispetto alla adiacente Pianura Padana, principalmente dovuto alla presenza di aree difficilmente raggiungibili dall'uomo, come le grandi pareti rocciose. Nei boschi di cedro che si trovano ai piedi del monte sammarinese è possibile incontrare molte specie di uccelli tra cui i merli e vari mammiferi (primi tra tutti i caprioli). Non mancano anche vari predatori, tra cui i lupi.